# Parrocchie della diocesi di Roma

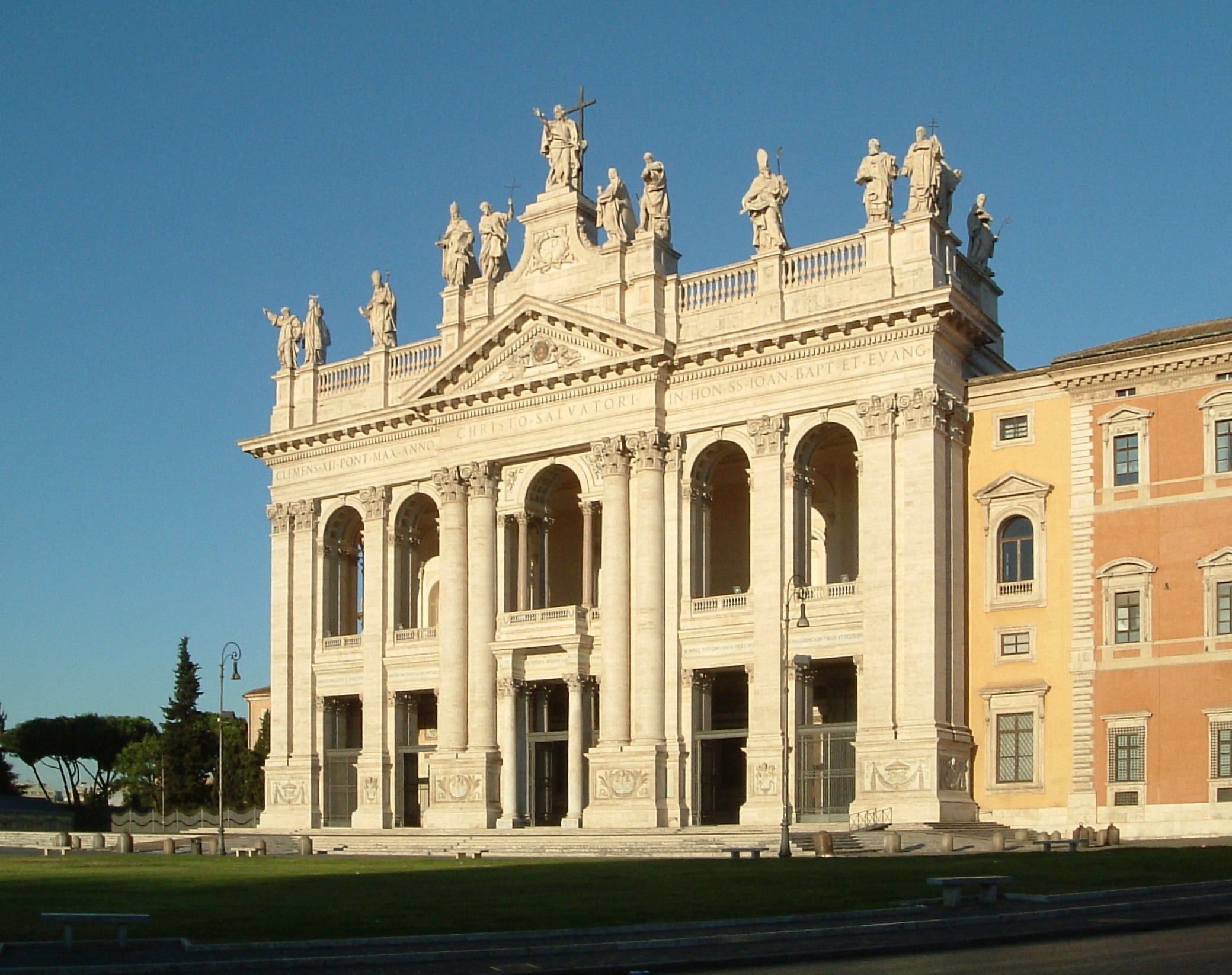
S. Giovanni in Laterano, chiesa cattedrale della diocesi di Roma

La diocesi di Roma è organizzata territorialmente in 2 vicariati: uno per le 332 parrocchie che si trovano in territorio italiano, uno per le due sole parrocchie che si trovano nel territorio della Città del Vaticano. Le parrocchie italiane sono organizzate in 4 settori, ognuno a sua volta suddiviso in diverse prefetture, per un totale di 36. A capo di ogni settore vi è un vescovo ausiliare, mentre a capo delle prefetture vi è un prefetto eletto dai parroci delle parrocchie inserite nel settore. Alle 332 parrocchie in territorio romano vanno aggiunte le due parrocchie che formano la diocesi di Ostia, amministrata dal Vicariato di Roma (Sant’Aurea e Sant'Agostino Vescovo).

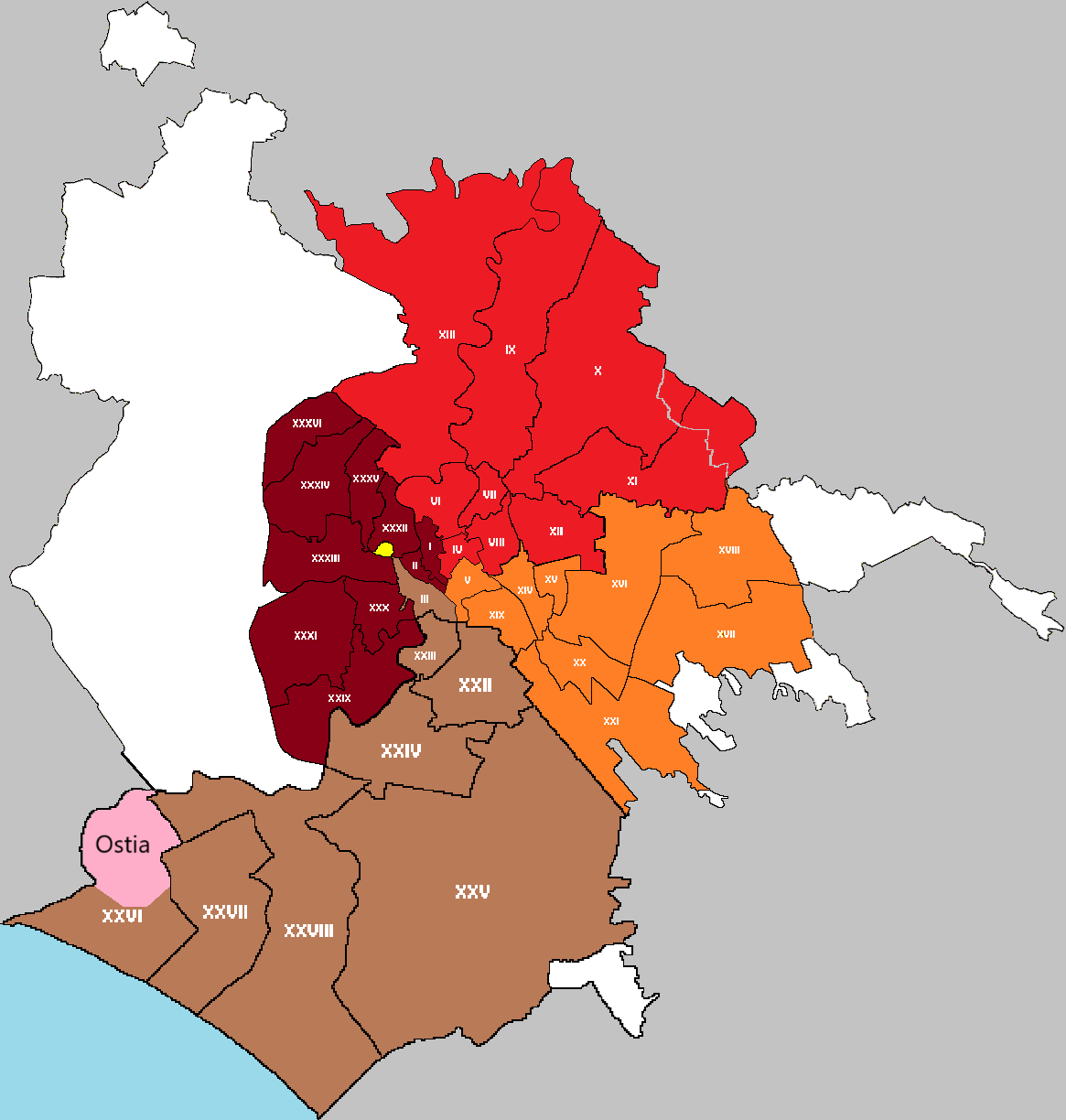
Mappa della diocesi di Roma con Ostia

## Particolarità del territorio diocesano
Non c'è coincidenza fra il territorio della diocesi di Roma e quello del comune di Roma. Ciò comporta:
- l'esistenza di parrocchie e chiese, territorialmente appartenenti al comune di Roma, ma ecclesiasticamente facenti parte di altre diocesi; è il caso, per esempio, di alcune parrocchie e chiese del Municipio XV che appartengono alla diocesi di Porto-Santa Rufina; o di altre chiese, site nel comune di Roma, ma appartenenti alle diocesi di Frascati e di Tivoli;
- oppure l'esistenza di parrocchie e chiese, dal punto di vista ecclesiastico appartenenti alla diocesi di Roma, ma facenti parte di comuni limitrofi a quello romano; è il caso, per esempio, di alcune parrocchie appartenenti al comune di Guidonia.

## Organi di governo del Vicariato di Roma
Suprema autorità della diocesi romana è il Papa, vescovo di Roma, che governa la diocesi tramite il vicario generale per la diocesi di Roma. I maggiori organismi di governo e di animazione pastorale della diocesi sono:
- il consiglio episcopale: organo collegiale composto dal vicario, dal vicegerente, dai vescovi ausiliari e da un segretario;
- il consiglio dei prefetti: organo composto dal consiglio episcopale più i 36 parroci prefetti, eletti a maggioranza dai parroci e viceparroci di prefettura;
- il consiglio pastorale;
- il consiglio per gli affari economici.

## Elenco delle parrocchie del Vicariato di Roma
Ad ogni parrocchia segue la data di erezione della stessa. I links rimandano alla chiesa parrocchiale.

### Settore Nord
Vicario episcopale del settore nord è il presbitero Stefano Sparapani. Sono 9 le prefetture di settore, per un totale di 92 parrocchie.

#### Prefettura IV

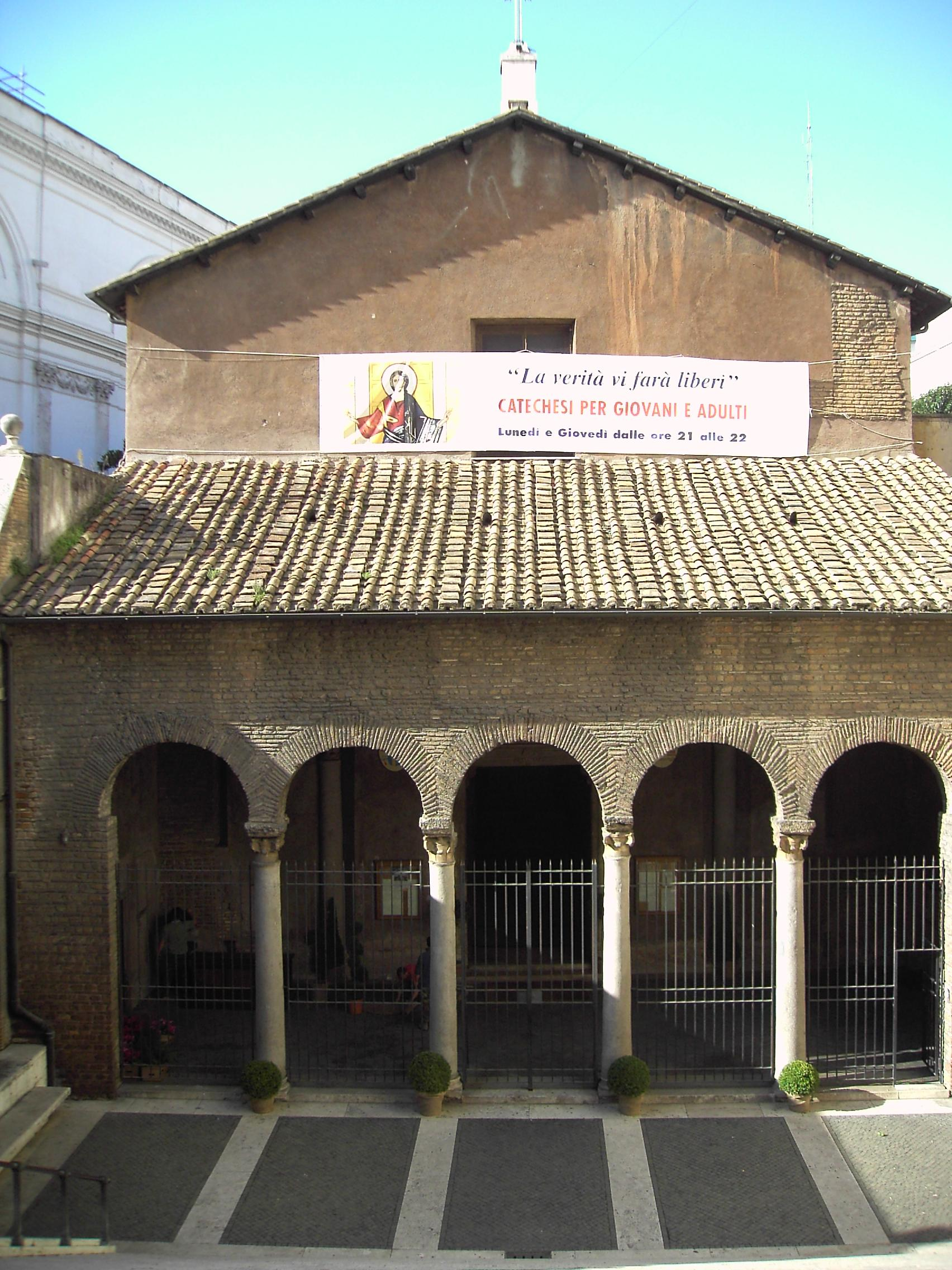
S. Vitale

1. Parrocchia San Camillo De Lellis - 10 maggio 1910
2. Parrocchia S. Cuore di Gesù a Castro Pretorio - 2 febbraio 1879
3. Parrocchia Santa Maria ai Monti - 1º novembre 1824
4. Parrocchia Santa Maria degli Angeli e dei Martiri - 24 ottobre 1906
5. Parrocchia Santi Sergio e Bacco degli Ucraini - 8 settembre 1970 (parrocchia "personale" degli Ucraini di rito bizantino)
6. Parrocchia Santi Vitale e Compagni Martiri in Fovea - 31 agosto 1884

#### Prefettura VI

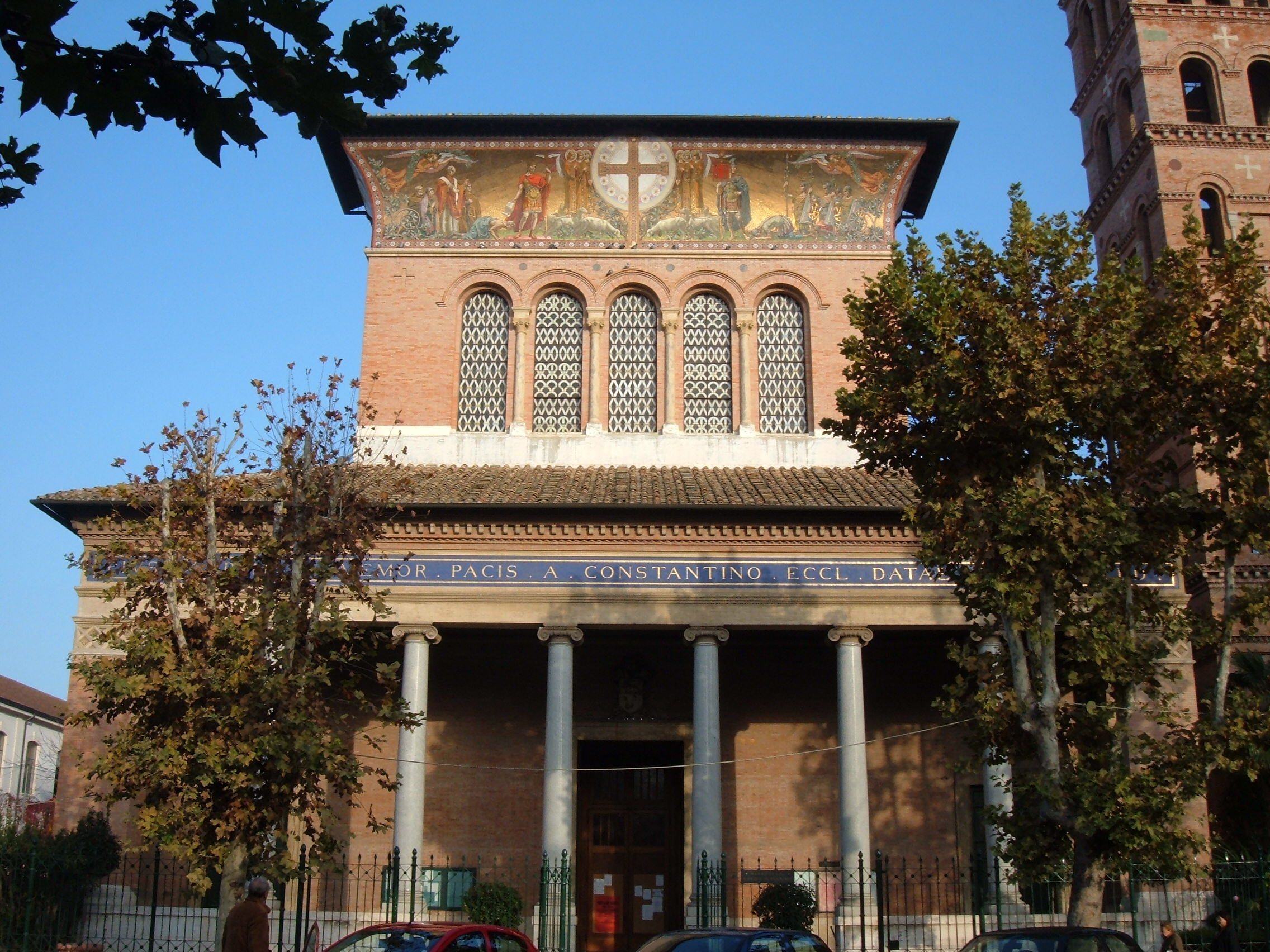
Santa Croce

1. Parrocchia Santa Croce a Via Flaminia - 19 marzo 1914
2. Parrocchia Sacro Cuore Immacolato di Maria ai Parioli - 8 maggio 1936
3. Parrocchia Sant’Eugenio - 16 marzo 1951
4. Parrocchia San Luigi Gonzaga - 7 gennaio 1963
5. Parrocchia San Roberto Bellarmino - 13 maggio 1933
6. Parrocchia Santa Teresa d’Avila - 6 gennaio 1906
7. Parrocchia San Valentino - 2 maggio 1962

#### Prefettura VII

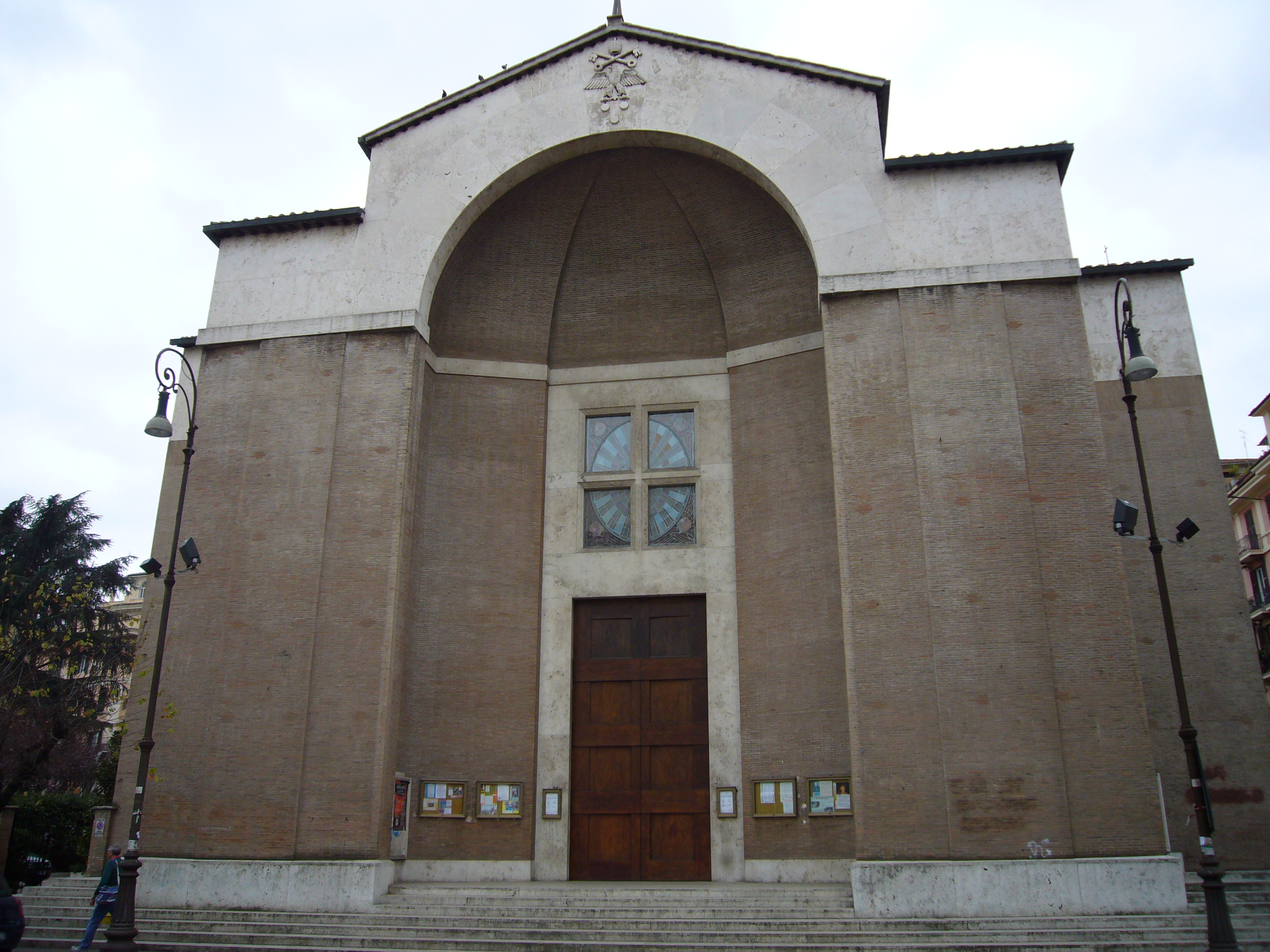
S. Saturnino

1. Parrocchia Sant’Agnese fuori le Mura - 16 ottobre 1708
2. Parrocchia Sacri Cuori di Gesù e Maria - 13 luglio 1950
3. Parrocchia Sant’Emerenziana - 25 novembre 1942
4. Parrocchia Santa Maria della Mercede e Sant’Adriano - 2 febbraio 1932
5. Parrocchia Santa Maria Goretti - 1º giugno 1953
6. Parrocchia San Saturnino - 1º gennaio 1935
7. Parrocchia Santissima Trinità a Villa Chigi - 4 giugno 1962

#### Prefettura VIII

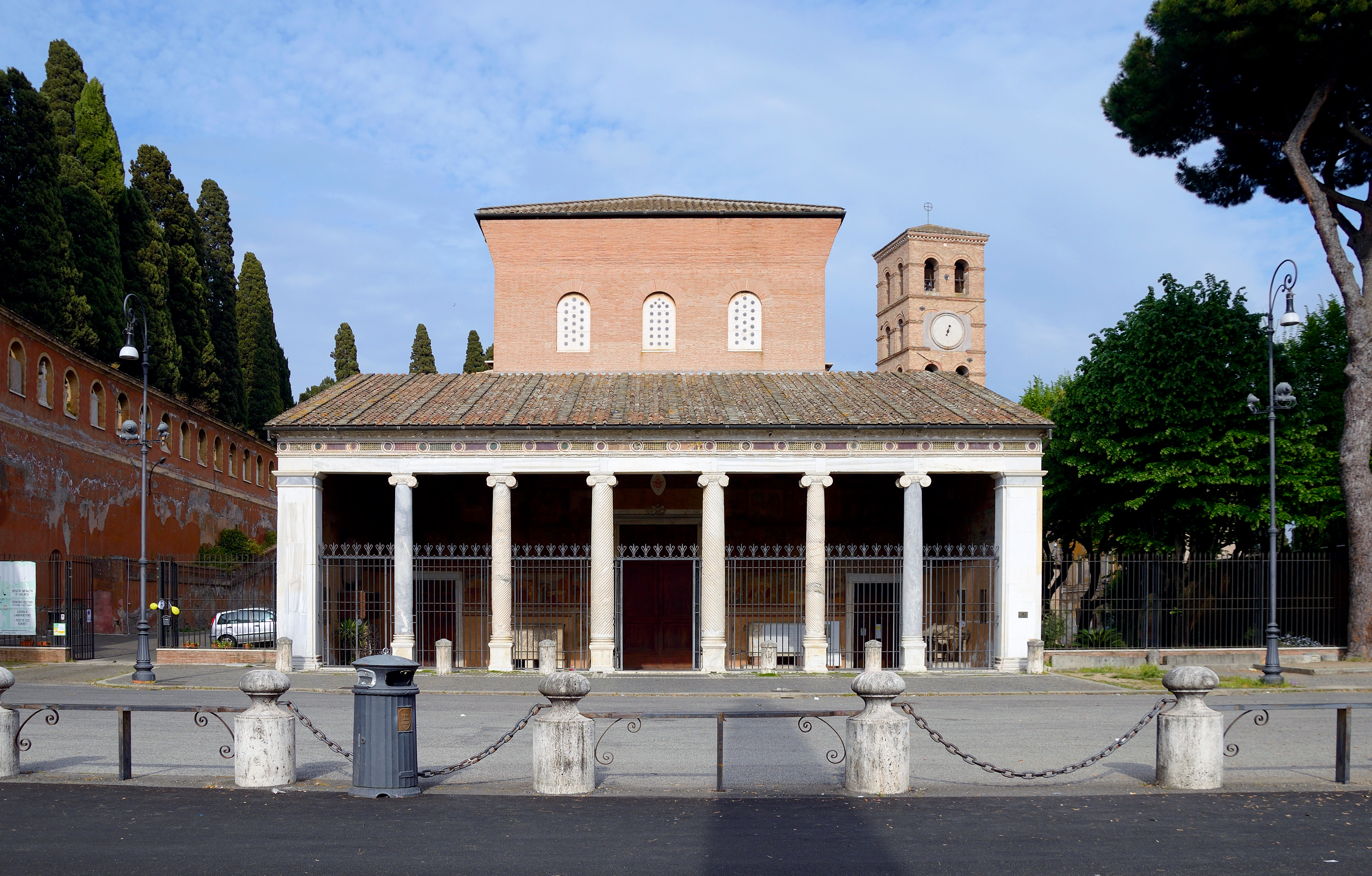
S. Lorenzo fuori le Mura

1. Parrocchia Sant’Angela Merici - 25 settembre 1963
2. Parrocchia Santa Francesca Cabrini - 22 dicembre 1949
3. Parrocchia San Giuseppe a Via Nomentana - 6 gennaio 1905
4. Parrocchia Sant'Ippolito - 26 maggio 1935
5. Parrocchia San Lorenzo fuori le Mura - 4 luglio 1709
6. Parrocchia Santa Maria Immacolata e San Giovanni Berchmans - 12 marzo 1909
7. Parrocchia Nostra Signora del Santissimo Sacramento e Santi Martiri Canadesi - 19 ottobre 1955
8. Parrocchia Santi Sette Fondatori - 26 maggio 1935
9. Parrocchia San Tommaso Moro - 15 novembre 1974

#### Prefettura IX

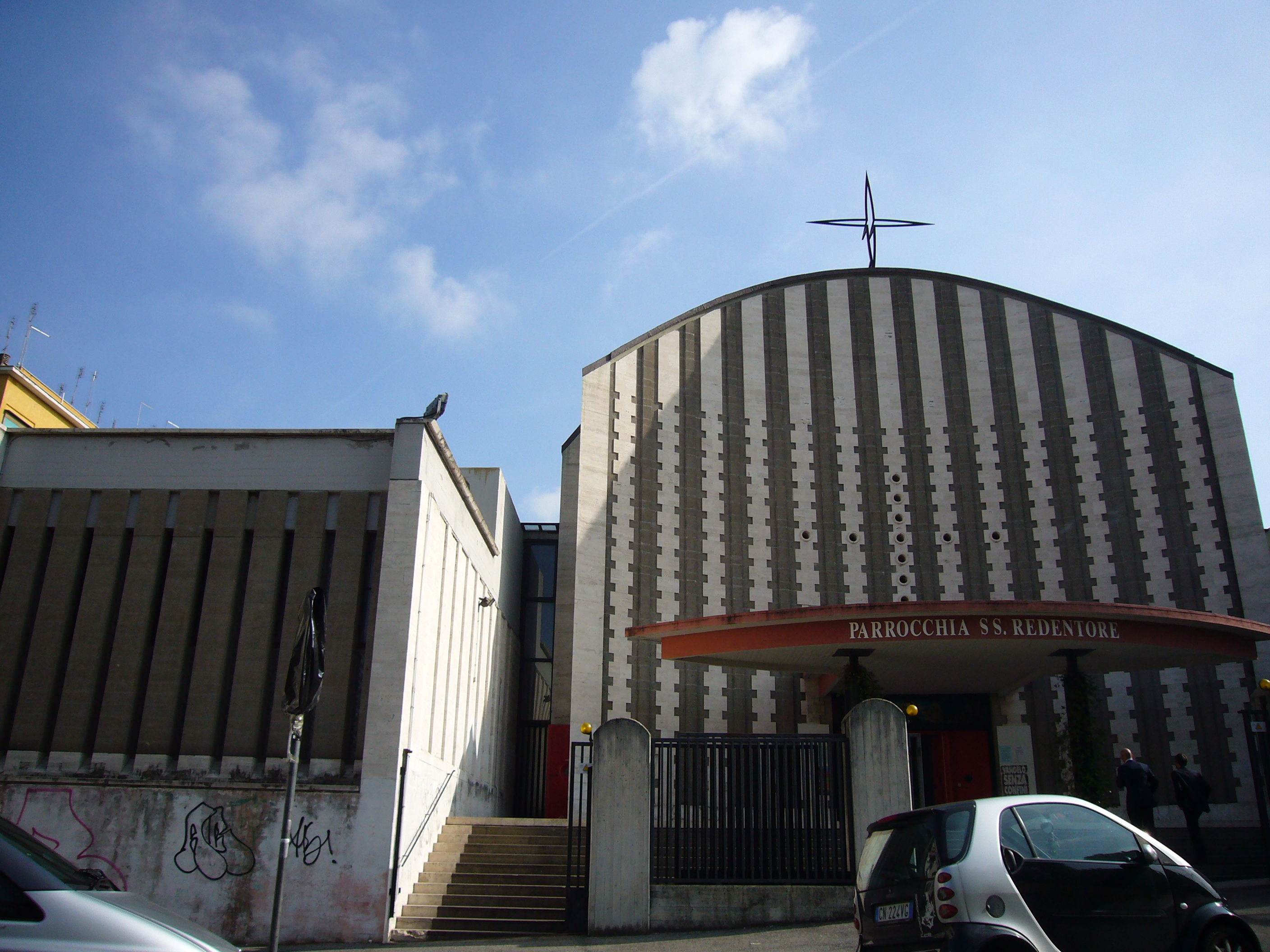
SS. Redentore a Val Melaina

1. Parrocchia Sant’Alberto Magno - 1º settembre 1983
2. Parrocchia Sant’Antonio da Padova a Via Salaria - 19 marzo 1938
3. Parrocchia San Clemente - 21 dicembre 1956
4. Parrocchia Santi Crisante e Daria - 1º luglio 1964
5. Parrocchia Santa Felicita e Figli Martiri - 16 luglio 1958
6. Parrocchia San Frumenzio - 18 marzo 1968
7. Parrocchia San Giovanni della Croce - 1º luglio 1989
8. Parrocchia Sant’Innocenzo I Papa e San Guido Vescovo - 1º marzo 1981
9. Parrocchia Santa Maria Assunta al Tufello - 2 luglio 1950
10. Parrocchia Santa Maria della Speranza - 3 aprile 1969
11. Parrocchia Santissimo Redentore a Val Melaina - 1º febbraio 1937
12. Parrocchia Sant’Ugo - 28 ottobre 1985

#### Prefettura X

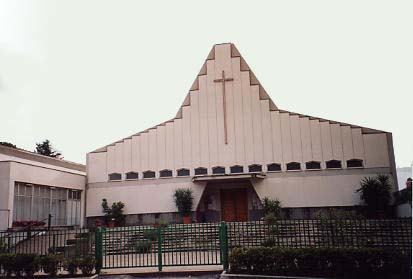
S. Ponziano

1. Parrocchia Sant’Achille - 21 ottobre 1957
2. Parrocchia Sant’Alessandro - 16 giugno 1928
3. Parrocchia Santi Angeli Custodi - 21 ottobre 1925
4. Parrocchia San Domenico di Guzmán - 1º gennaio 1974
5. Parrocchia Santa Gemma Galgani - 10 settembre 1975[1]
6. Parrocchia Gesù Bambino a Sacco Pastore - 30 marzo 1957
7. Parrocchia San Giovanni Crisostomo - 15 gennaio 1964
8. Parrocchia Santa Maria delle Grazie a Casal Boccone - 1º ottobre 1985[2]
9. Parrocchia San Mattia - 18 giugno 1964
10. Parrocchia San Ponziano - 17 dicembre 1954
11. Parrocchia San Remigio - 1º gennaio 1974 (Nel comune di Guidonia.)

#### Prefettura XI

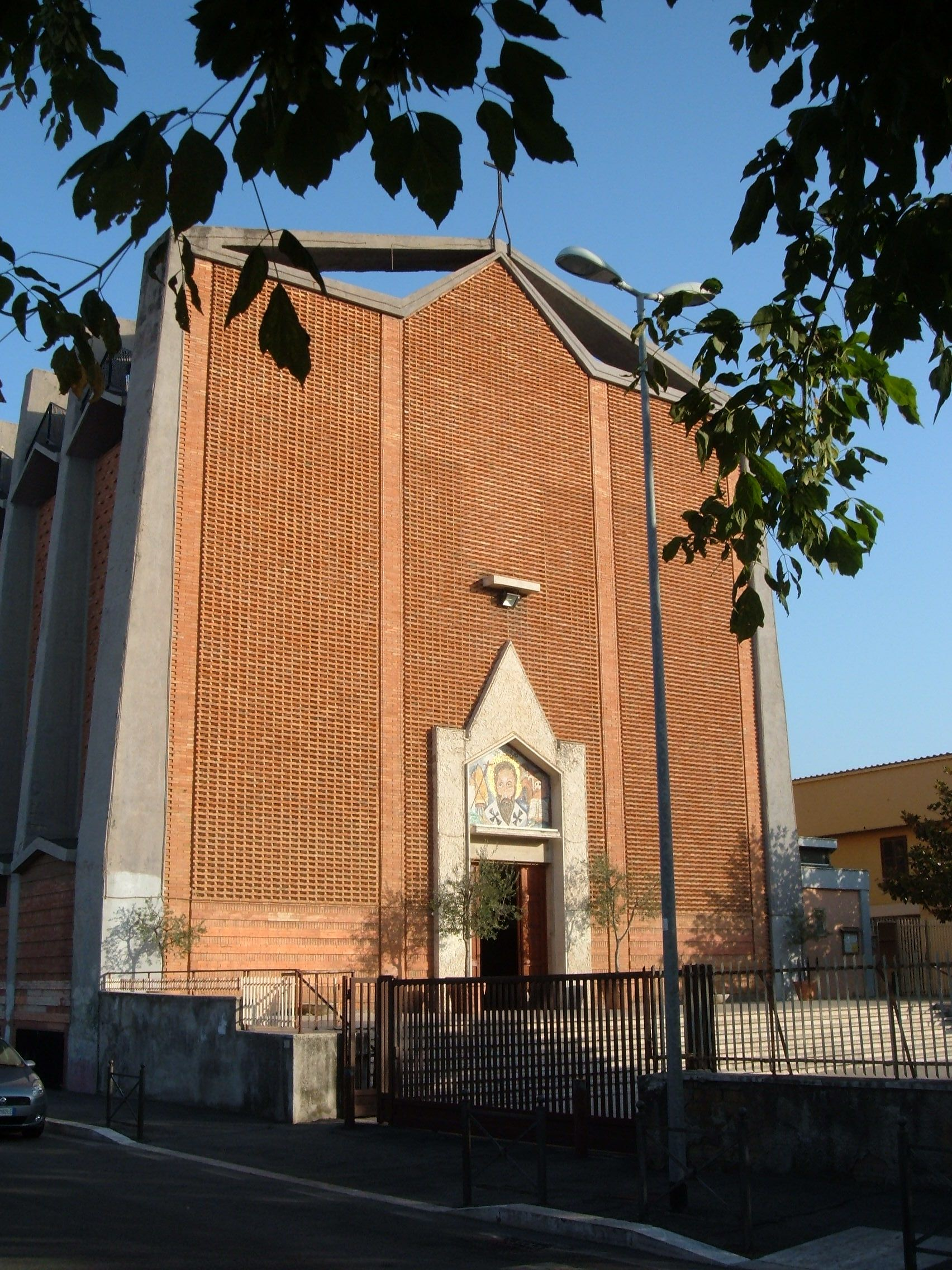
S. Basilio

1. Parrocchia Sant’Agostina Pietrantoni - 1º dicembre 1999
2. Parrocchia Sant’Alessio - 21 marzo 1982
3. Parrocchia San Basilio - 17 luglio 1954
4. Parrocchia San Benedetto Giuseppe Labre - 15 ottobre 1989
5. Parrocchia San Cleto - 25 luglio 1965
6. Parrocchia Sacro Cuore di Gesù a Ponte Mammolo - 4 settembre 1936
7. Parrocchia Sant’Enrico - 20 ottobre 1989
8. Parrocchia San Gelasio I Papa - 19 maggio 1972
9. Parrocchia San Liborio - 28 maggio 1965
10. Parrocchia Santa Maria a Setteville - 6 febbraio 1973 (Nel comune di Guidonia)
11. Parrocchia Santa Maria dell’Olivo - 1º gennaio 1926
12. Parrocchia Santa Maria dell’Orazione - 1º ottobre 1989 (Nel comune di Guidonia)
13. Parrocchia Santa Maria Maddalena de’ Pazzi - 1º luglio 1976

#### Prefettura XII

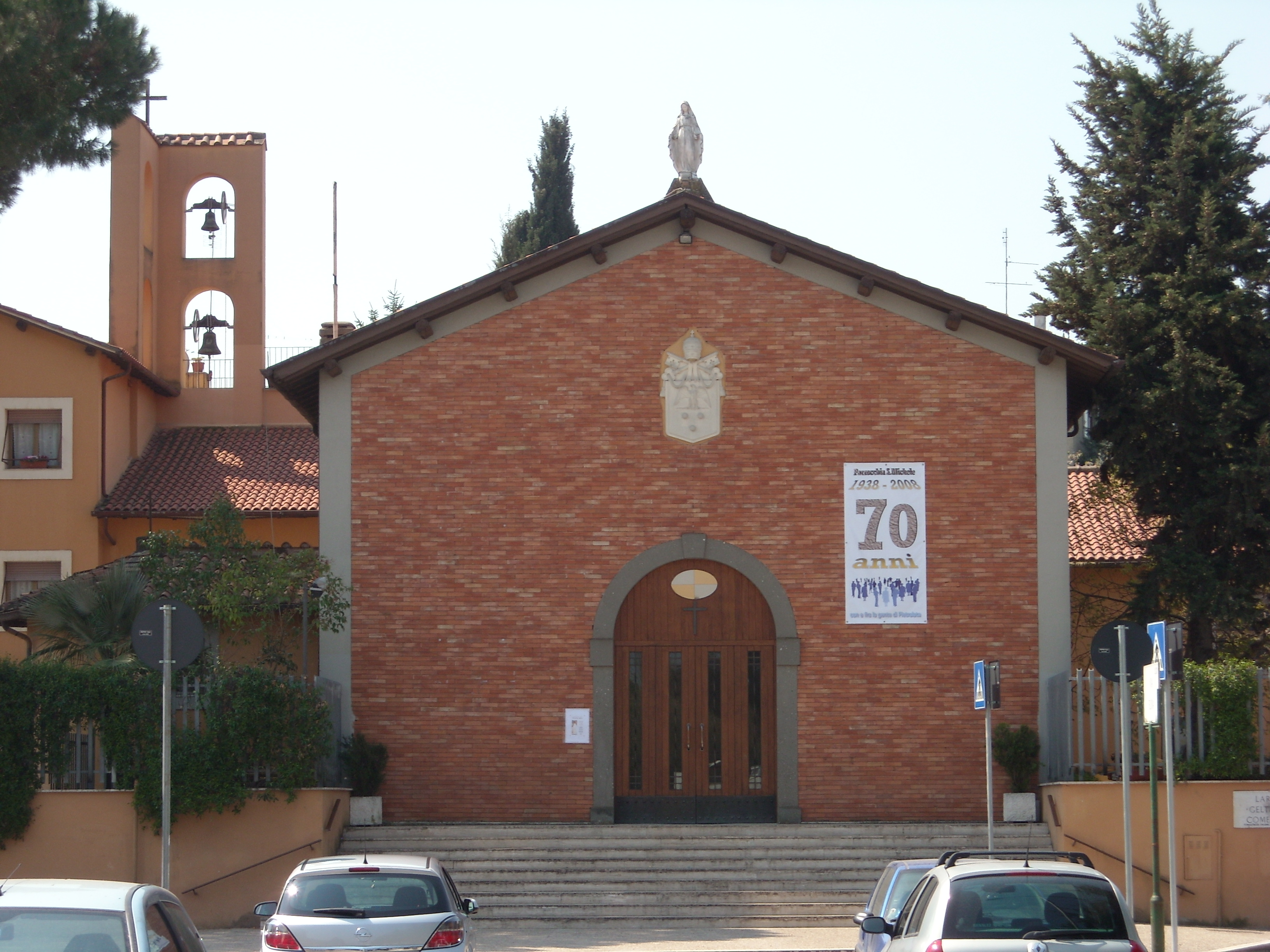
S. Michele Arcangelo

1. Parrocchia Sant’Atanasio - 11 marzo 1961
2. Parrocchia Santa Bernadette Soubirous - 5 novembre 1975
3. Parrocchia San Fedele da Sigmaringa - 6 febbraio 1973
4. Parrocchia Gesù di Nazareth - 1º ottobre 1983
5. Parrocchia San Giovanni Battista in Collatino - 1º marzo 1964
6. Parrocchia San Giuseppe Artigiano a Via Tiburtina - 24 febbraio 1958
7. Parrocchia Sant’Igino Papa - 12 luglio 1977
8. Parrocchia Santa Maria del Soccorso - 23 settembre 1938
9. Parrocchia Santa Maria della Visitazione - 30 marzo 1980
10. Parrocchia San Michele Arcangelo a Pietralata - 23 settembre 1938
11. Parrocchia San Romano Martire - 6 febbraio 1973
12. Parrocchia San Vincenzo Pallotti - 1º gennaio 1978

#### Prefettura XIII

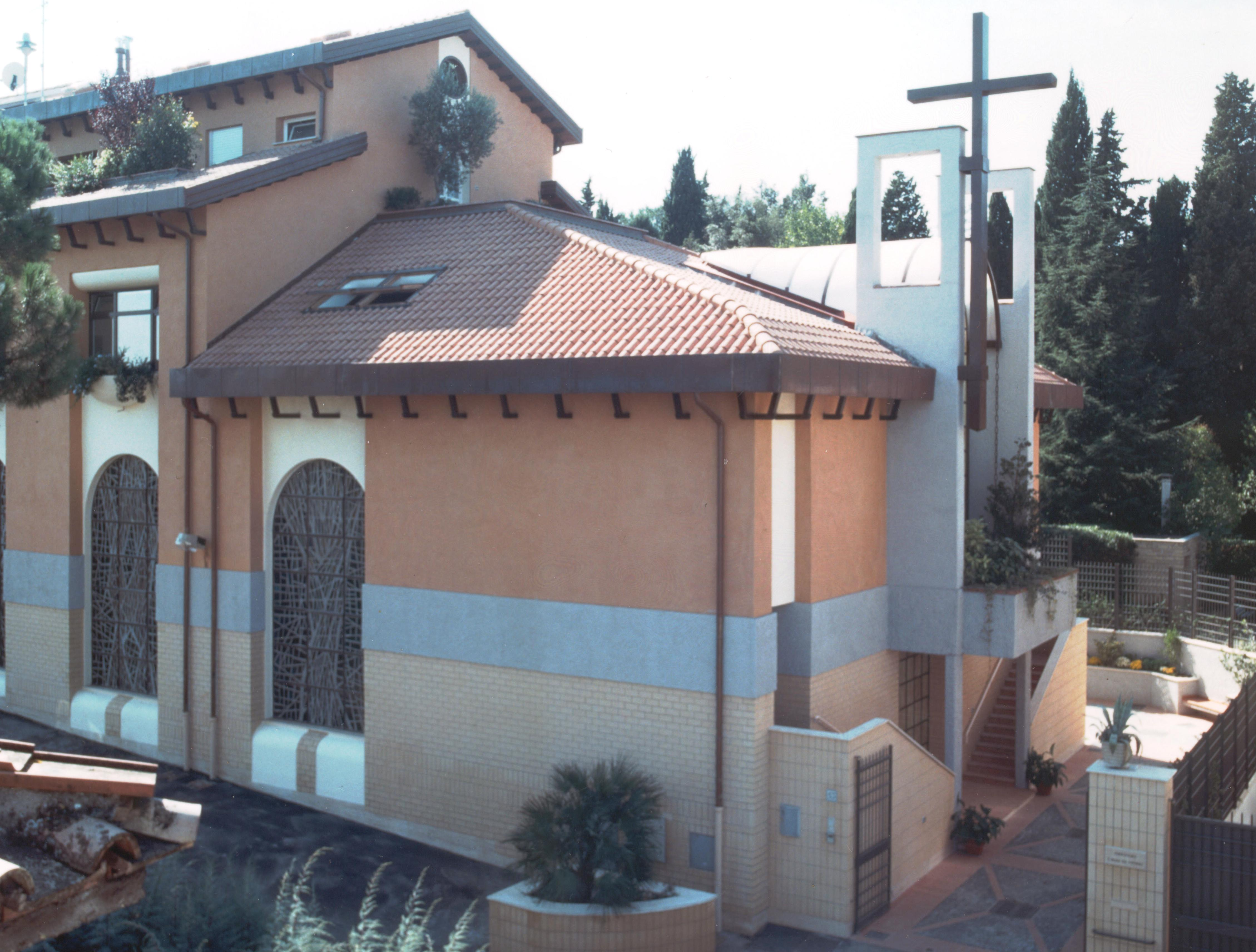
S. Rosa da Viterbo

1. Parrocchia Sant'Alfonso de' Liguori - 1º ottobre 1975
2. Parrocchia Sant'Andrea Apostolo - 11 ottobre 1941
3. Parrocchia Santa Chiara - 11 luglio 1959
4. Parrocchia San Crispino da Viterbo - 1º ottobre 1973
5. Parrocchia Santi Elisabetta e Zaccaria - 28 ottobre 1985
6. Parrocchia San Filippo Apostolo - 5 dicembre 1962
7. Parrocchia San Gaetano - 29 maggio 1962
8. Parrocchia San Giuliano - 21 dicembre 1980
9. Parrocchia Gran Madre di Dio - 1º dicembre 1933
10. Parrocchia Santa Maria Immacolata a Grottarossa - 4 giugno 1937
11. Parrocchia San Melchiade - 16 maggio 1959
12. Parrocchia Preziosissimo Sangue di Nostro Signore Gesù Cristo - 22 ottobre 1957
13. Parrocchia Santa Rosa da Viterbo - 5 giugno 1962
14. Parrocchia Santi Urbano e Lorenzo a Prima Porta - 7 marzo 1629

### Settore Est
Vicario episcopale del settore est è il presbitero Concetto Occhipinti. Sono 9 le prefetture di settore, per un totale di 89 parrocchie.

#### Prefettura V

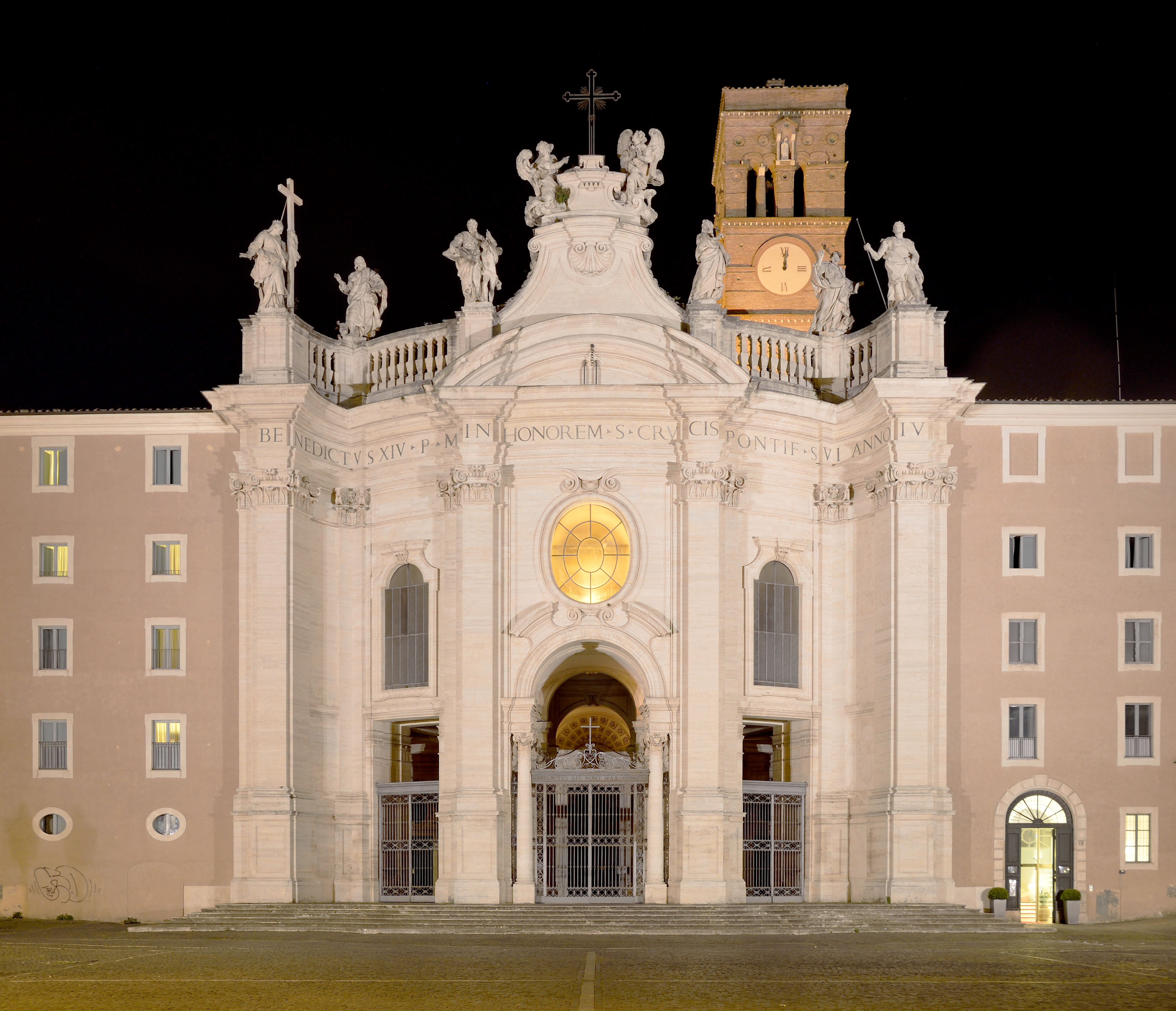
Santa Croce di Gerusalemme

1. Parrocchia Santa Croce in Gerusalemme - 24 ottobre 1906
2. Parrocchia Sant’Eusebio all’Esquilino - 31 agosto 1889
3. Parrocchia Santi Marcellino e Pietro al Laterano - 24 ottobre 1906
4. Parrocchia Santa Maria in Domnica alla Navicella - 3 giugno 1932
5. Parrocchia Santa Maria Maggiore in San Vito - 1º novembre 1824
6. Parrocchia Santissimo Salvatore e Santi Giovanni Battista ed Evangelista in Laterano - (parrocchia della cattedrale)
7. Parrocchia Santi Silvestro e Martino ai Monti - XIII secolo circa

#### Prefettura XIV

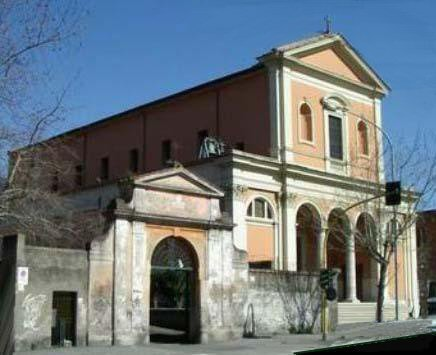
SS. Marcellino e Pietro

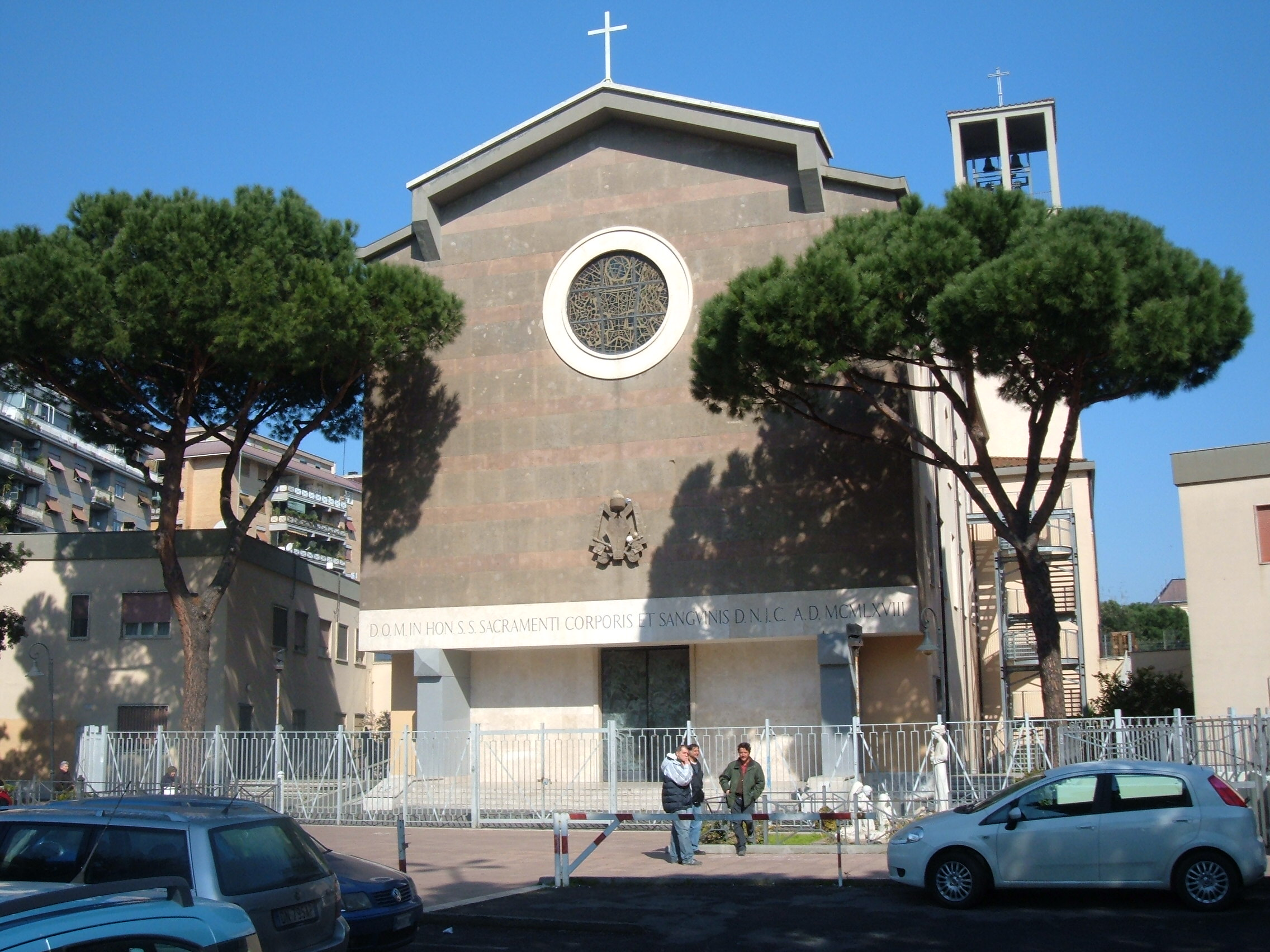
SS. Sacramento a Tor de' Schiavi

1. Parrocchia San Barnaba - 11 ottobre 1932
2. Parrocchia Sant’Elena - 19 marzo 1914
3. Parrocchia Santa Giulia Billiart - 10 dicembre 1981
4. Parrocchia San Giuseppe Cafasso - 16 luglio 1960
5. Parrocchia San Leone I - 7 ottobre 1952
6. Parrocchia San Luca Evangelista - 2 gennaio 1956
7. Parrocchia Santi Marcellino e Pietro ad duas Lauros - 1º febbraio 1765
8. Parrocchia Santa Maria Consolatrice - 21 maggio 1945

#### Prefettura XV
1. Parrocchia Sant’Agapito - 8 gennaio 1962
2. Parrocchia San Bernardo di Chiaravalle - 10 novembre 1978
3. Parrocchia Sacra Famiglia di Nazareth a Centocelle - 8 giugno 1962
4. Parrocchia San Felice da Cantalice - 29 marzo 1935
5. Parrocchia San Gerardo Maiella - 20 aprile 1978
6. Parrocchia Sant'Ireneo a Centocelle - 17 luglio 1954
7. Parrocchia Santa Maria Addolorata - 14 gennaio 1958
8. Parrocchia Santa Maria Madre della Misericordia - 15 luglio 1952
9. Parrocchia Santa Maria Mediatrice - 30 marzo 1960
10. Parrocchia Santissimo Sacramento a Tor de’ Schiavi - 28 marzo 1963

#### Prefettura XVI

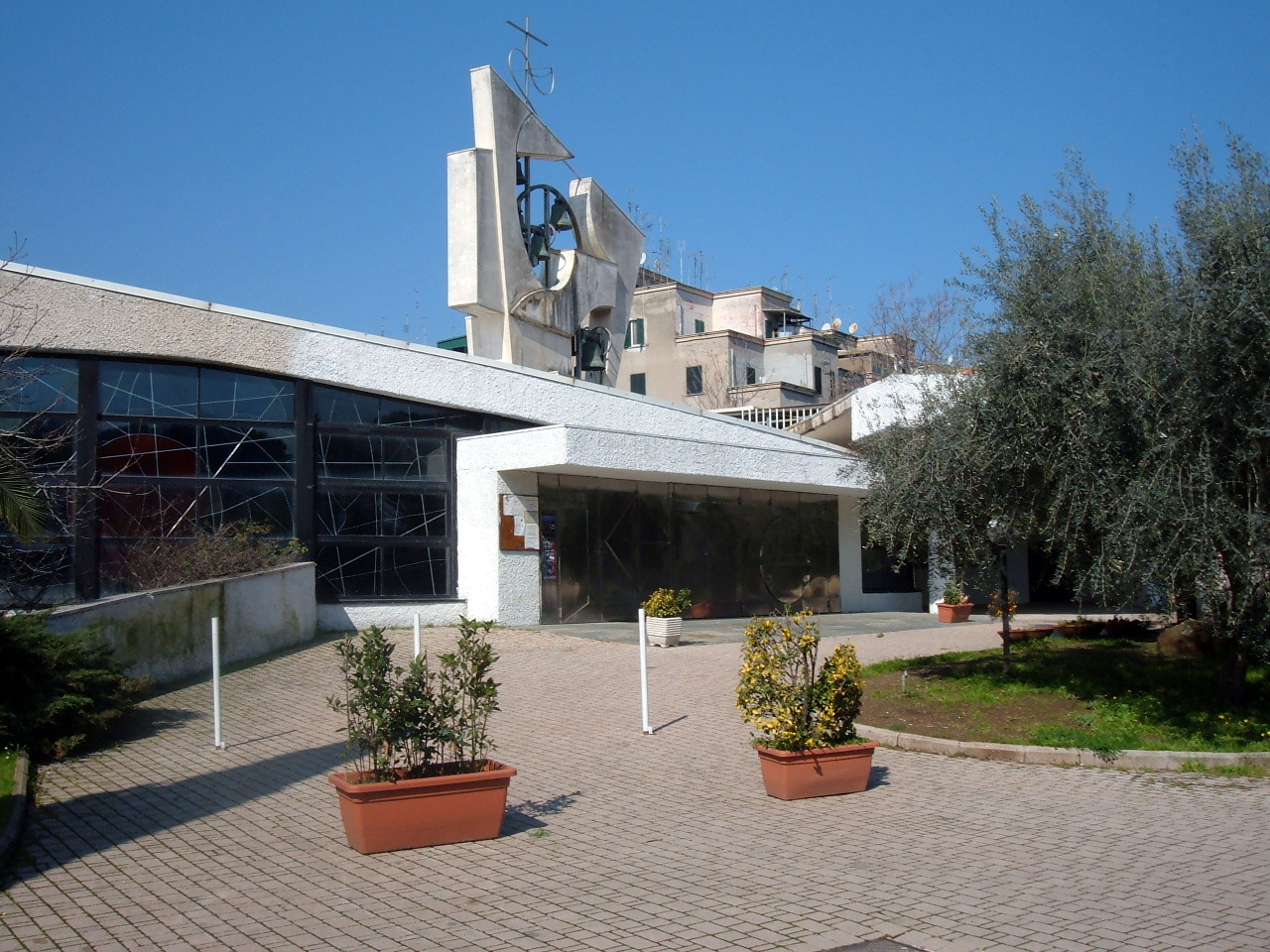
San Bernardo di Chiaravalle

1. Parrocchia Ascensione di Nostro Signore Gesù Cristo - 25 novembre 1948
2. Parrocchia San Bonaventura da Bagnoregio - 1º novembre 1974
3. Parrocchia San Cirillo Alessandrino[3] - 23 marzo 1963
4. Parrocchia Dio Padre Misericordioso - 20 ottobre 1989
5. Parrocchia San Francesco di Sales alla Borgata Alessandrina - 23 giugno 1961
6. Parrocchia San Giovanni Leonardi - 25 aprile 1951
7. Parrocchia San Giustino - 10 giugno 1952
8. Parrocchia Santa Maria Immacolata e San Vincenzo De’ Paoli - 26 maggio 1912
9. Parrocchia Santa Maria Regina Mundi - 30 novembre 1961
10. Parrocchia Nostra Signora del Suffragio e Sant’Agostino di Canterbury - 1º dicembre 1975
11. Parrocchia Nostra Signora di Czestochowa - 12 giugno 1962
12. Parrocchia San Tommaso d'Aquino - 15 febbraio 1977

#### Prefettura XVII

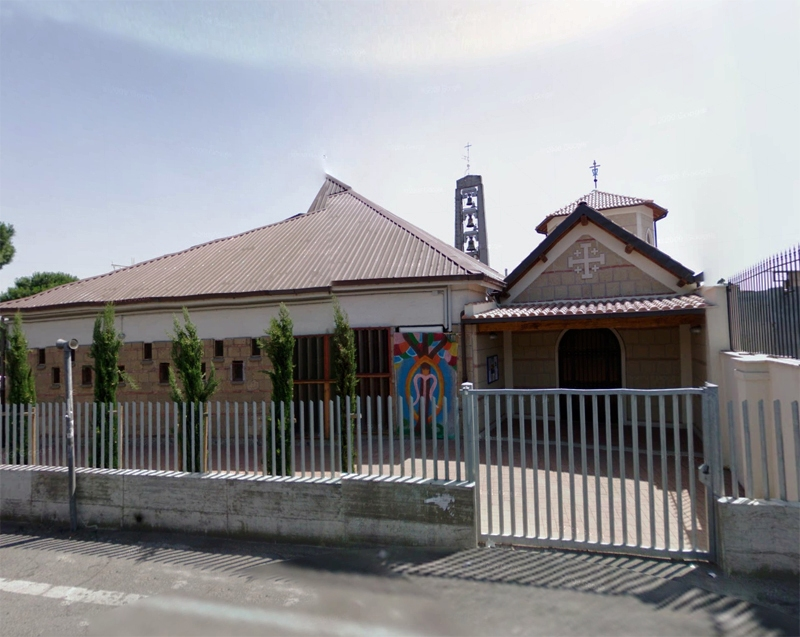
Resurrezione di N.S.G.C.

1. Parrocchia San Bernardino da Siena
2. Parrocchia Sant’Edith Stein
3. Parrocchia San Gaudenzio a Torre Nova
4. Parrocchia San Giovanni Maria Vianney
5. Parrocchia Santa Margherita Maria Alacoque
6. Parrocchia Santa Maria Causa Nostrae Laetitiae
7. Parrocchia Santa Maria della Fiducia
8. Parrocchia Santa Maria Madre del Redentore
9. Parrocchia Santa Maria Madre dell'Ospitalità
10. Parrocchia Resurrezione di Nostro Signore Gesù Cristo
11. Parrocchia Santa Rita a Torre Angela
12. Parrocchia Santi Simone e Giuda Taddeo a Torre Angela

#### Prefettura XVIII
1. Parrocchia Sant'Eligio
2. Parrocchia Santa Maria di Loreto[4]

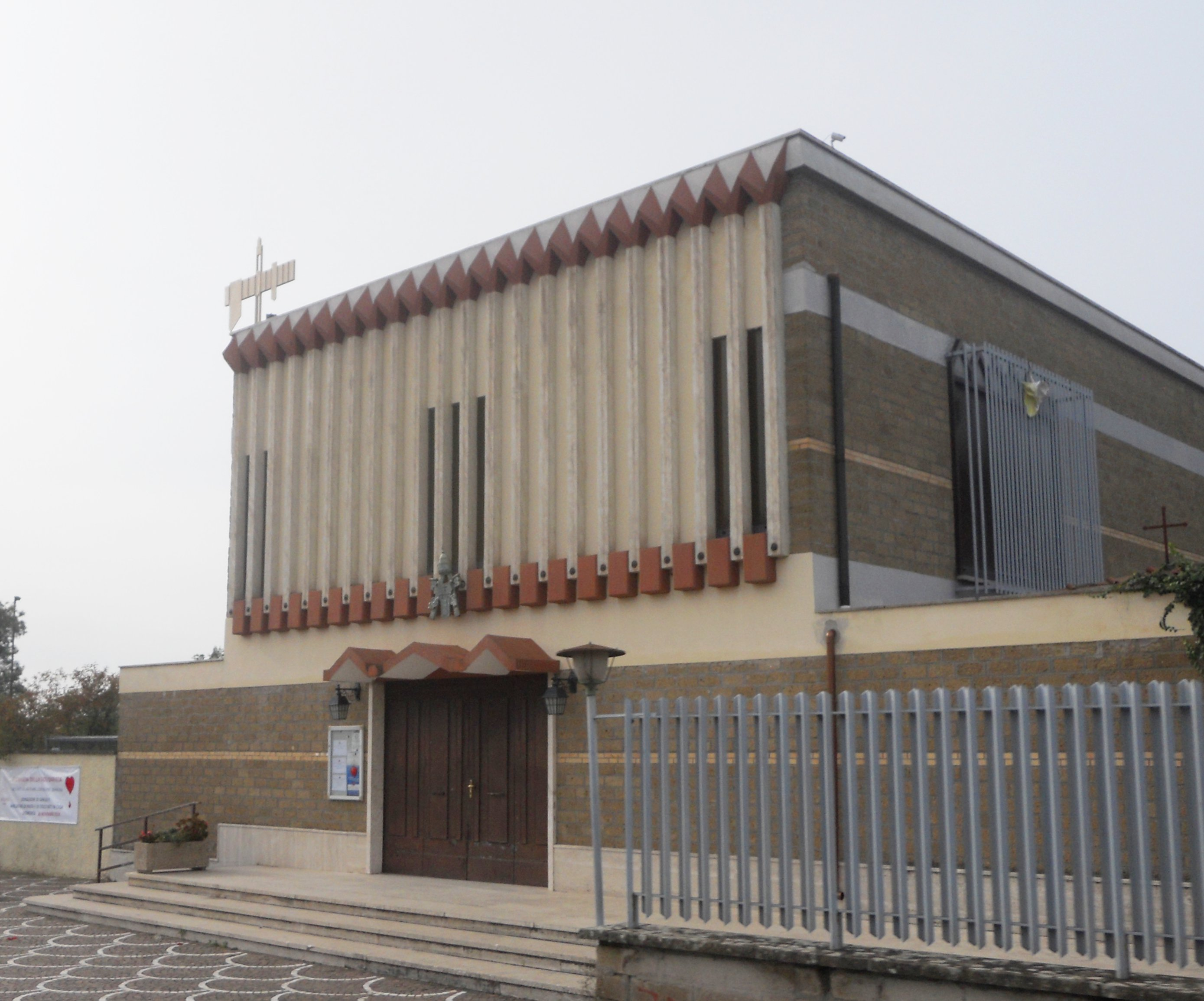
Sant'Eligio

3. Parrocchia Santa Maria Josefa del Cuore di Gesù
4. Parrocchia San Massimiliano Kolbe a Via Prenestina
5. Parrocchia San Patrizio
6. Parrocchia Santa Teresa di Calcutta[5]
7. Parrocchia Santissima Trinità a Lunghezza

#### Prefettura XIX

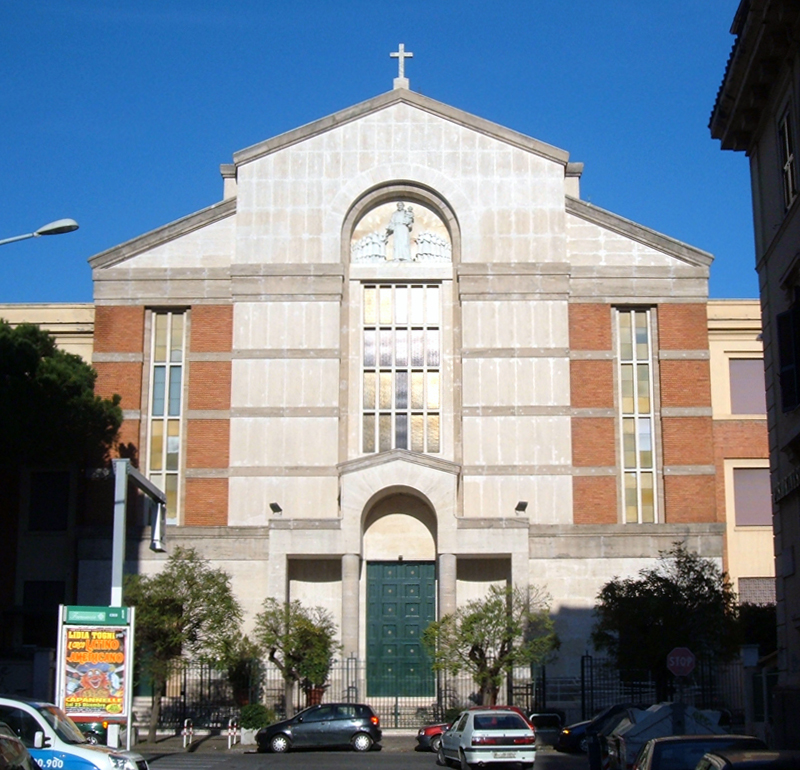
S. Antonio a Circonvallazione Appia

1. Parrocchia Sant’Antonio a Circonvallazione Appia
2. Parrocchia Santi Antonio e Annibale Maria
3. Parrocchia Santa Caterina da Siena[6]
4. Parrocchia Santissimo Corpo e Sangue di Cristo
5. Parrocchia Santi Fabiano e Venanzio
6. Parrocchia San Gaspare del Bufalo
7. Parrocchia San Giovanni Battista De Rossi
8. Parrocchia San Giuda Taddeo ai Cessati Spiriti
9. Parrocchia Santa Maria Ausiliatrice
10. Parrocchia San Martino I Papa – Non esiste ancora una chiesa parrocchiale
11. Parrocchia Natività di Nostro Signore Gesù Cristo
12. Parrocchia Santissimo Nome di Maria
13. Parrocchia Ognissanti

#### Prefettura XX
1. Parrocchia Assunzione di Maria
2. Parrocchia San Gabriele dell’Addolorata
3. Parrocchia Santi Gioacchino ed Anna
4. Parrocchia San Giovanni Bosco
5. Parrocchia San Giuseppe Moscati
6. Parrocchia Santa Maria del Buon Consiglio
7. Parrocchia Santa Maria Domenica Mazzarello
8. Parrocchia San Policarpo
9. Parrocchia San Stanislao

#### Prefettura XXI
1. Parrocchia Sant'Andrea Corsini
2. Parrocchia Sant'Anna
3. Parrocchia Santa Barbara
4. Parrocchia San Ferdinando Re
5. Parrocchia San Girolamo Emiliani
6. Parrocchia Sant'Ignazio d'Antiochia

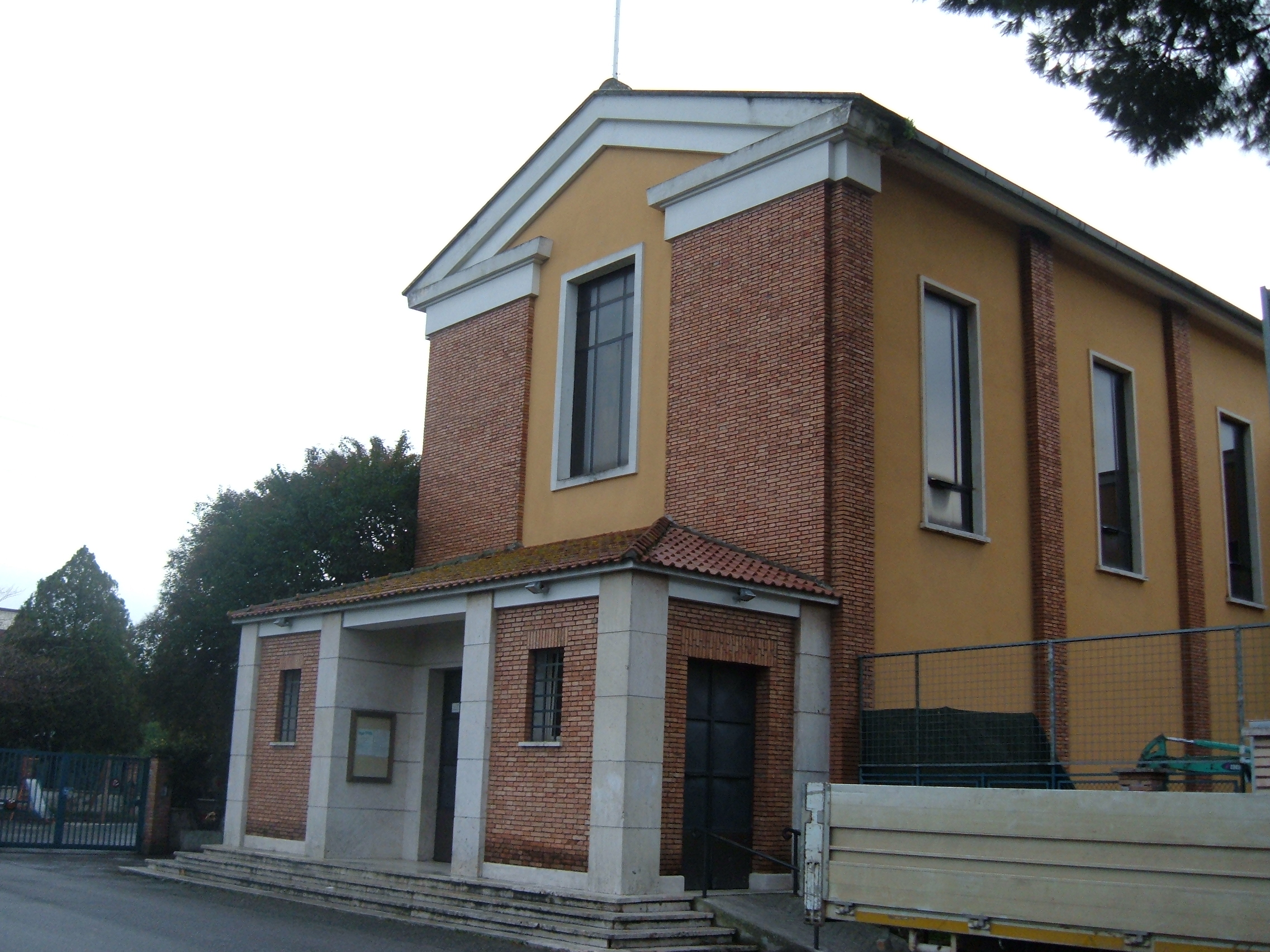
S. Ferdinando re

7. Parrocchia Santi Mario e Compagni Martiri
8. Parrocchia San Matteo
9. Parrocchia San Raimondo Nonnato
10. Parrocchia Santo Stefano Protomartire
11. Parrocchia San Tarcisio

### Settore Sud
Vicario episcopale del settore sud e vicario generale della sede suburbicaria di Ostia è il vescovo Renato Tarantelli Baccari. Sono 8 le prefetture di settore, per un totale di 67 parrocchie.

#### Prefettura III

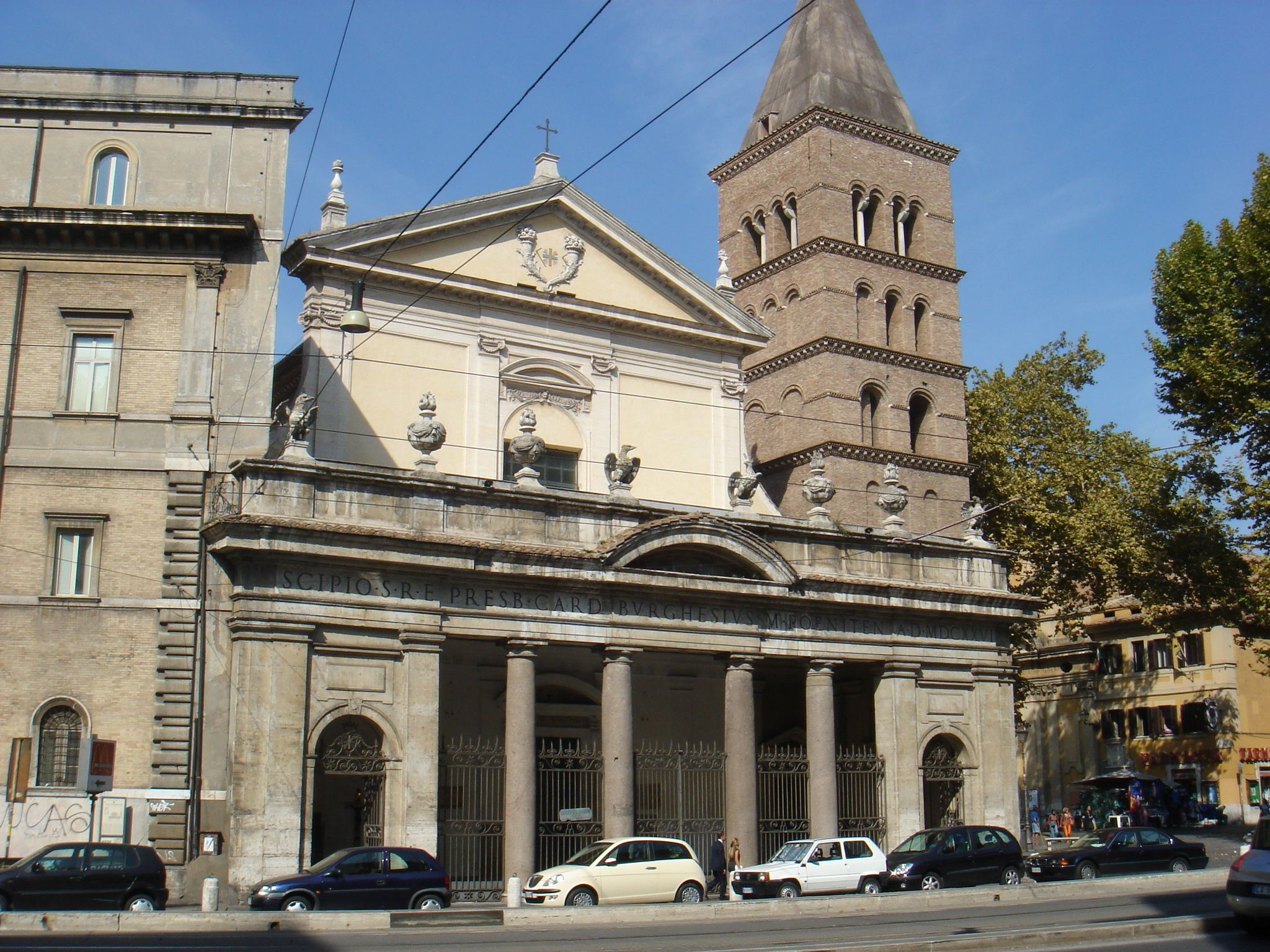
S. Crisogono

1. Parrocchia San Crisogono - V secolo circa
2. Parrocchia Santa Dorotea - 1º novembre 1824
3. Parrocchia San Francesco d’Assisi a Ripa Grande - 6 gennaio 1906
4. Parrocchia Santa Marcella - 13 maggio 1958
5. Parrocchia Santa Maria in Trastevere - III secolo
6. Parrocchia Santa Maria Liberatrice - 1887
7. Parrocchia Santa Prisca - 18 gennaio 1934
8. Parrocchia San Saba - 5 dicembre 1931

#### Prefettura XXII

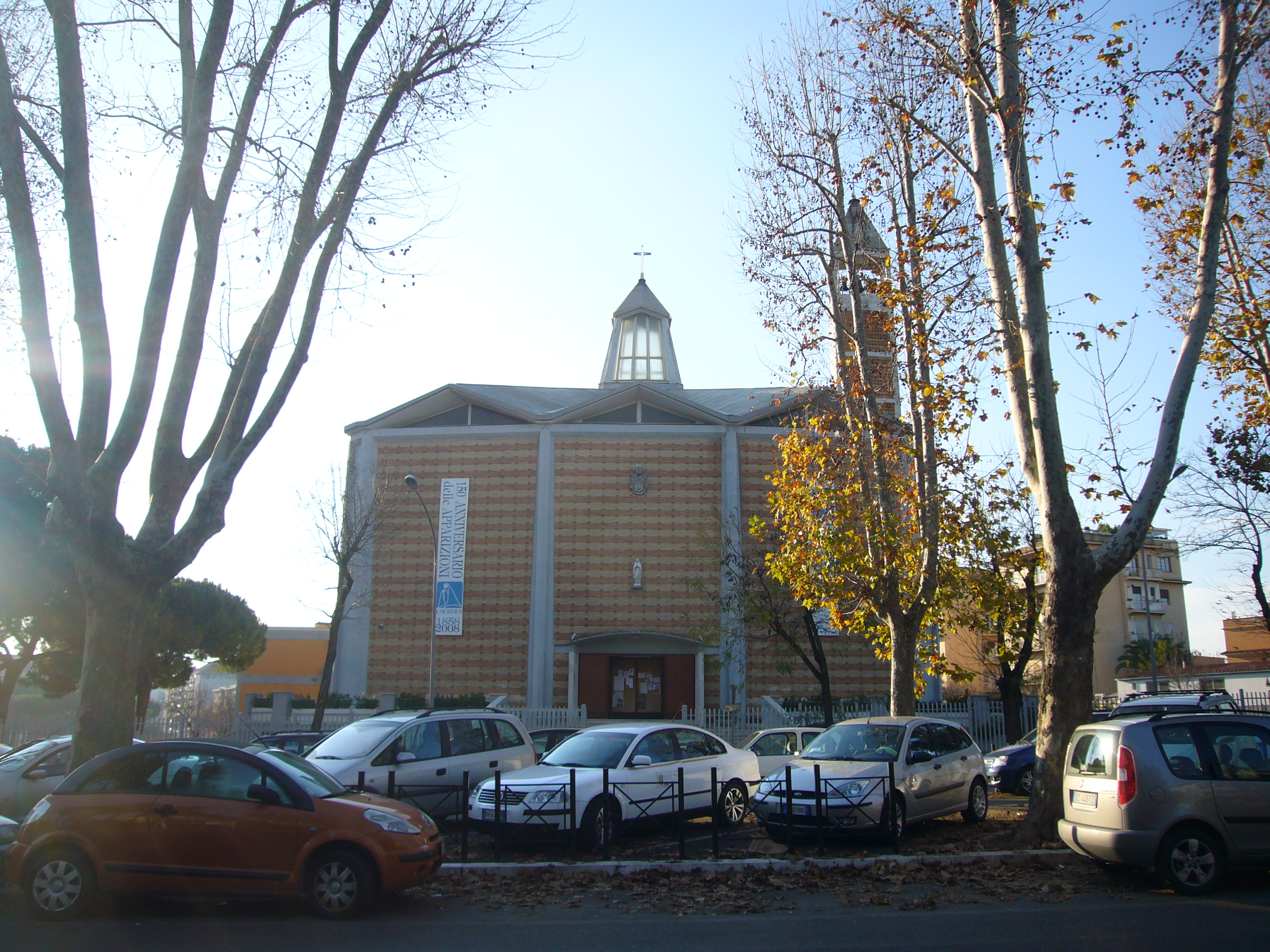
N. S. di Lourdes

1. Parrocchia Santissima Annunziata a Via Ardeatina
2. Parrocchia Santa Francesca Romana
3. Parrocchia Gesù Buon Pastore
4. Parrocchia San Josemaría Escrivá
5. Parrocchia Santi Martiri dell’Uganda
6. Parrocchia Nostra Signora di Lourdes a Tor Marancia
7. Parrocchia San Sebastiano fuori le Mura
8. Parrocchia San Vigilio

#### Prefettura XXIII
1. Parrocchia San Benedetto

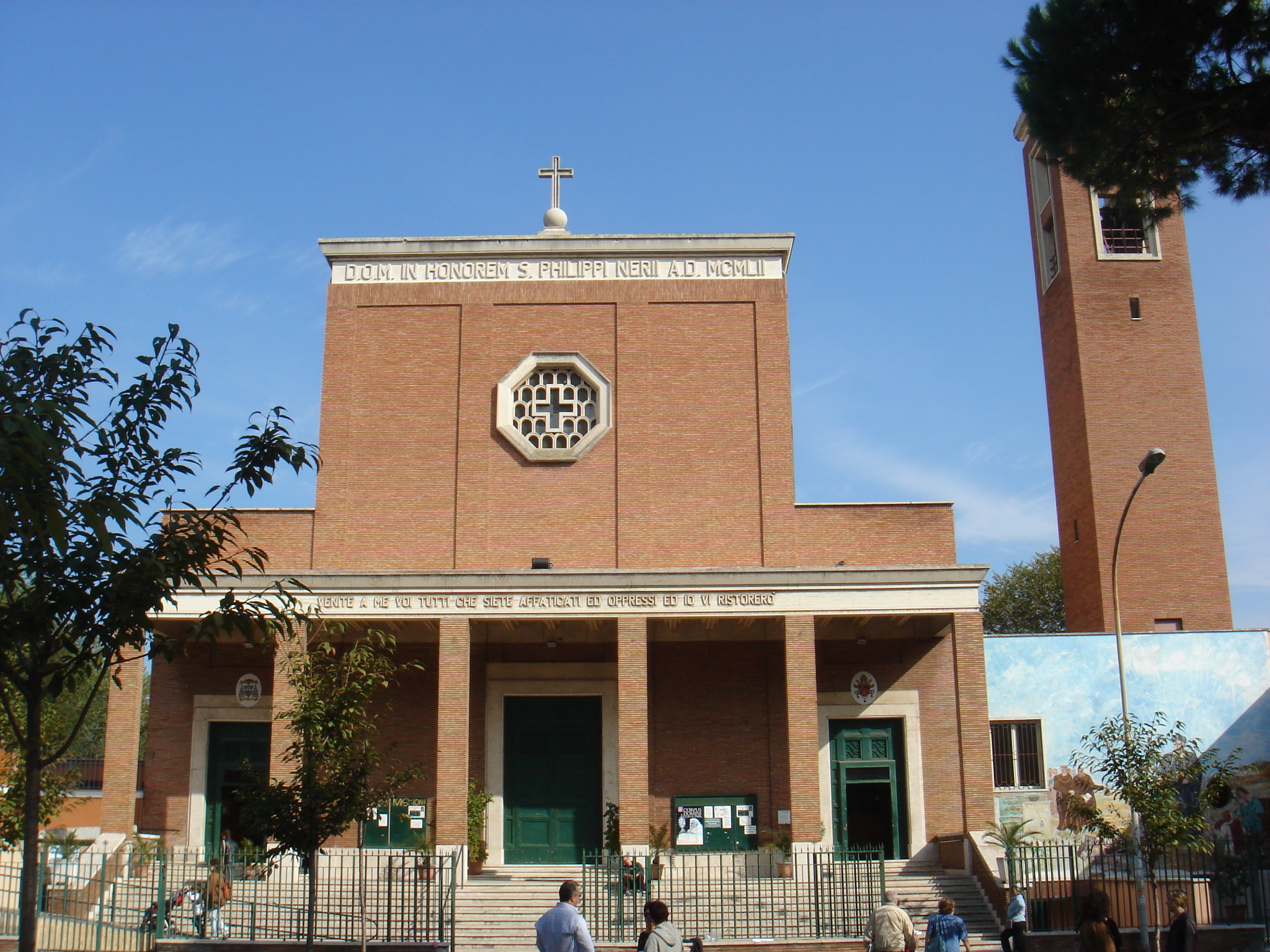
S. Filippo Neri

2. Parrocchia San Filippo Neri in Eurosia
3. Parrocchia San Francesco Saverio alla Garbatella
4. Parrocchia Santa Galla
5. Parrocchia San Leonardo Murialdo
6. Parrocchia Santa Maria Regina degli Apostoli alla Montagnola

#### Prefettura XXIV
1. Parrocchia Santa Giovanna Antida Thouret
2. Parrocchia San Giovanni Battista de La Salle
3. Parrocchia San Giuseppe da Copertino
4. Parrocchia San Gregorio Barbarigo
5. Parrocchia San Marco Evangelista in Agro Laurentino
6. Parrocchia Santa Maria del Carmelo
7. Parrocchia Santa Maria Mater Ecclesiae
8. Parrocchia Santa Maria Stella dell'Evangelizzazione
9. Parrocchia San Mauro Abate
10. Parrocchia Sante Perpetua e Felicita
11. Parrocchia Santi Pietro e Paolo
12. Parrocchia Spirito Santo alla Ferratella

#### Prefettura XXV

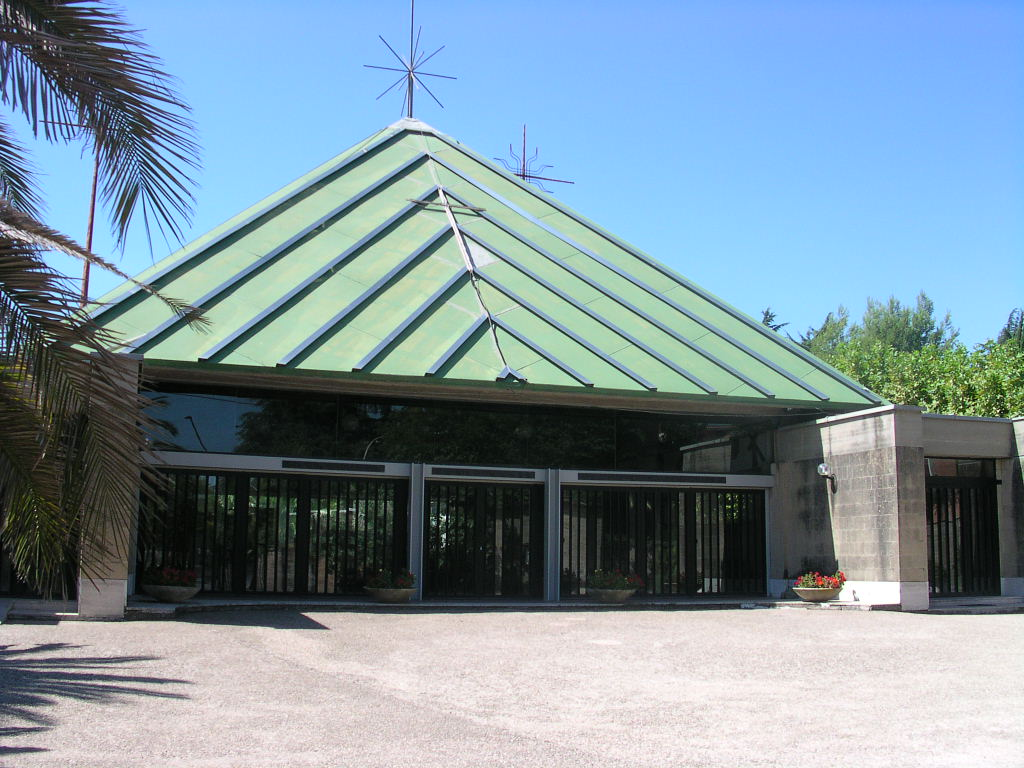
S. Maria della Consolazione

1. Parrocchia Sant’Anselmo alla Cecchignola – Non esiste ancora una chiesa parrocchiale
2. Parrocchia San Carlo Borromeo[7]
3. Parrocchia Gesù Divin Salvatore
4. Parrocchia San Giovanni Evangelista a Spinaceto
5. Parrocchia Santa Maria Assunta e San Michele a Castel Romano
6. Parrocchia Santa Maria del Divino Amore a Castel di Leva
7. Parrocchia Santa Maria della Consolazione
8. Parrocchia San Romualdo Abate a Monte Migliore
9. Parrocchia Sacra Famiglia del Divino Amore[8]

#### Prefettura XXVI

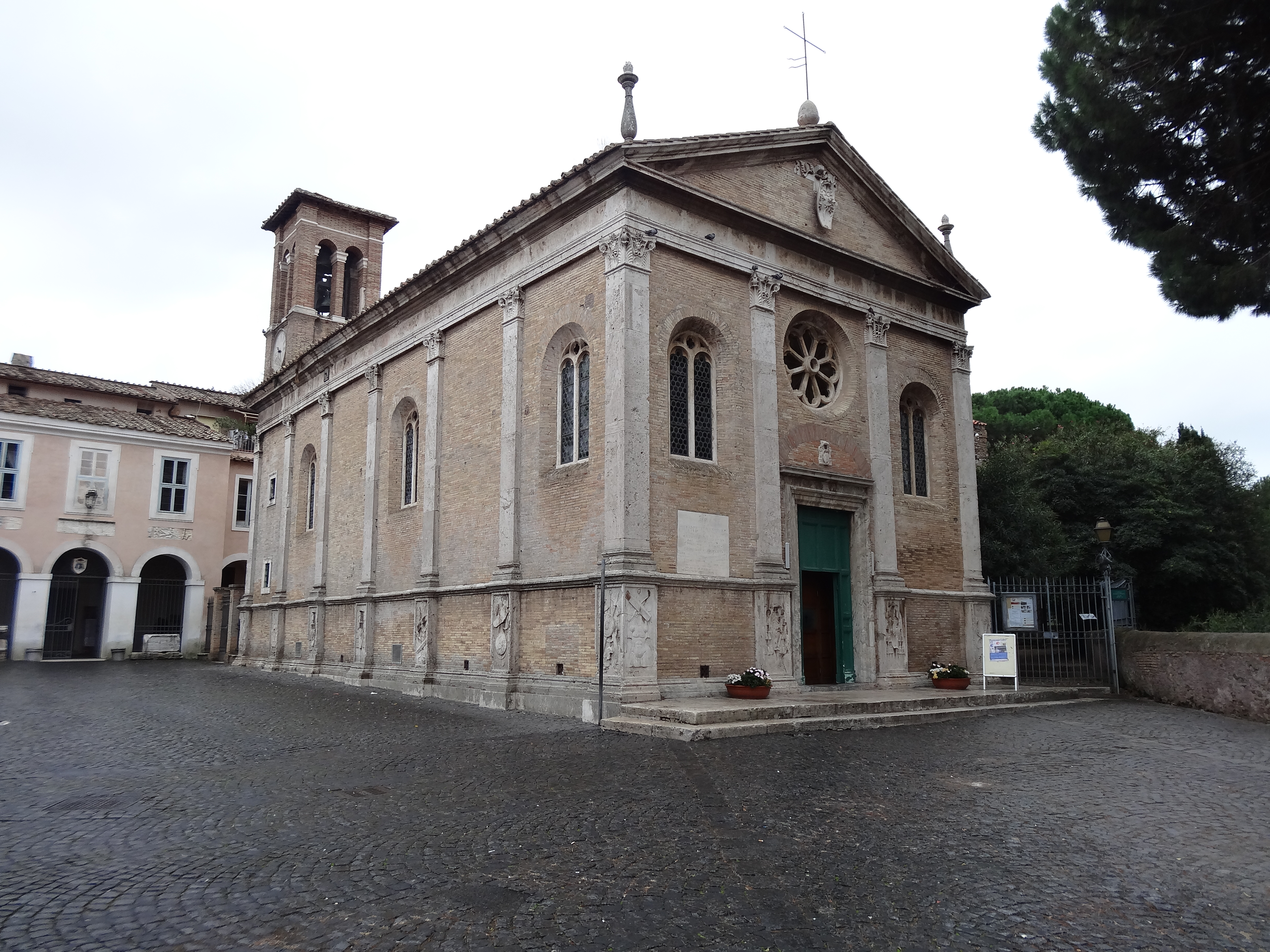
S. Aurea

1. Parrocchia Sant'Agostino Vescovo – appartenente alla diocesi di Ostia
2. Parrocchia Sant’Aurea a Ostia Antica – chiesa cattedrale della diocesi di Ostia
3. Parrocchia Santa Maria Regina Pacis a Ostia Lido
4. Parrocchia Santa Maria Stella Maris
5. Parrocchia Santa Monica
6. Parrocchia San Nicola di Bari
7. Parrocchia Nostra Signora di Bonaria
8. Parrocchia San Vincenzo de’ Paoli

#### Prefettura XXVII
1. Parrocchia San Carlo da Sezze
2. Parrocchia San Corbiniano[9]
3. Parrocchia San Giorgio

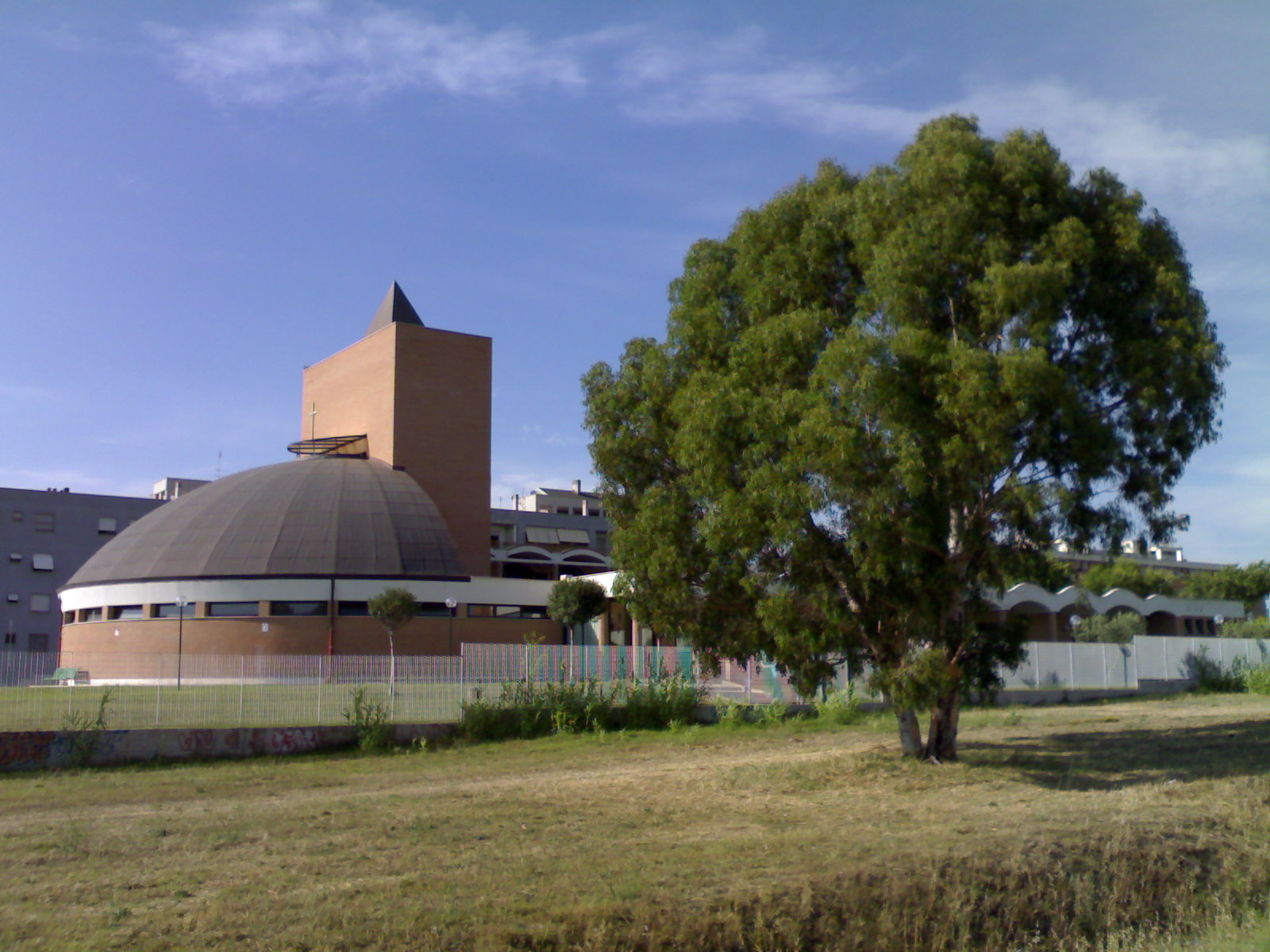
S. Giorgio

4. Parrocchia San Leonardo da Porto Maurizio
5. Parrocchia Santa Melania Juniore
6. Parrocchia San Timoteo
7. Parrocchia San Tommaso Apostolo[10]

#### Prefettura XXVIII
1. Parrocchia Santi Cirillo e Metodio
2. Parrocchia Sacro Cuore di Gesù Agonizzante
3. Parrocchia San Francesco d’Assisi ad Acilia
4. Parrocchia San Giovanni XXIII – Non esiste ancora una chiesa parrocchiale
5. Parrocchia Santa Maria del Ponte e San Giuseppe
6. Parrocchia Santa Maria del Soccorso e San Filippo Neri a Castelporziano
7. Parrocchia Santa Maria Regina dei Martiri in Via Ostiense[11]
8. Parrocchia San Maurizio Martire
9. Parrocchia San Pier Damiani
10. Parrocchia San Pio da Pietrelcina

### Settore Ovest
Vicario episcopale del settore ovest è il cardinale Baldassare Reina, coadiuvato dal presbitero Alessandro Zenobbi. Sono 10 le prefetture di settore, per un totale di 86 parrocchie.

#### Prefettura I

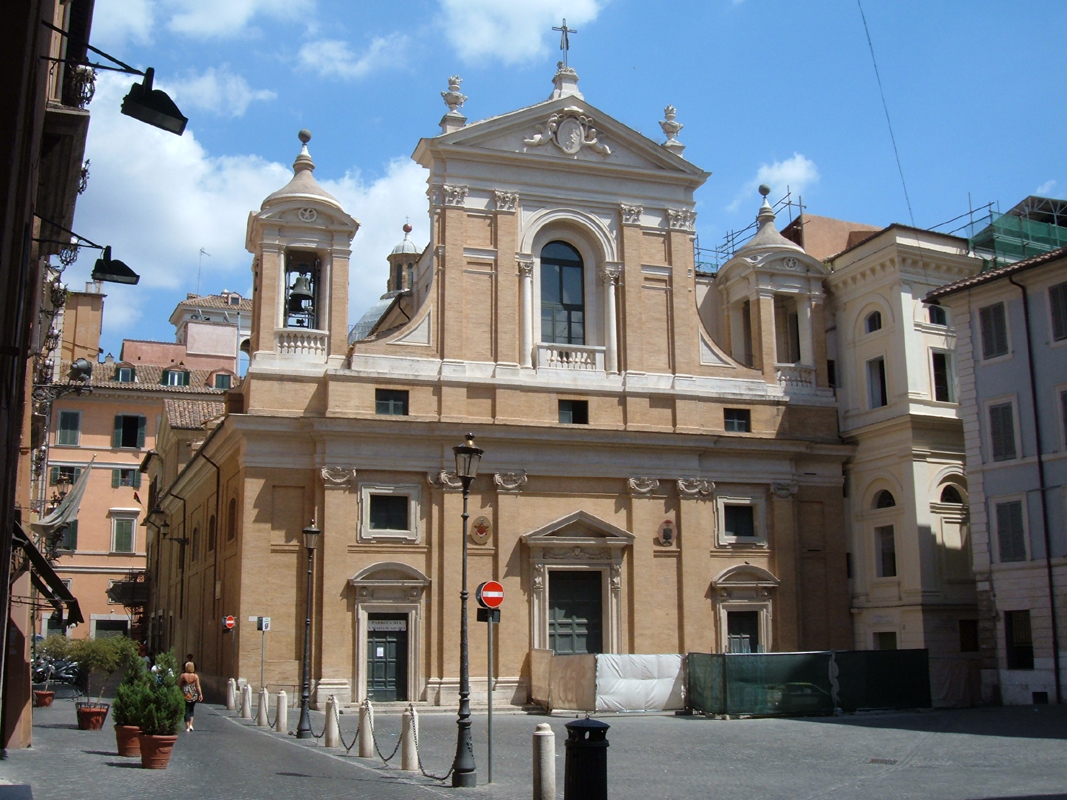
Chiesa di S. Maria in Aquiro

1. Parrocchia Sant’Andrea delle Fratte - XV secolo
2. Parrocchia San Giacomo in Augusta - 1º novembre 1824
3. Parrocchia San Lorenzo in Lucina - IV secolo
4. Parrocchia San Marco Evangelista al Campidoglio - 451
5. Parrocchia Santa Maria del Popolo - 1º gennaio 1561
6. Parrocchia Santa Maria in Aquiro - 7 febbraio 1541
7. Parrocchia Santi XII Apostoli - 1745

#### Prefettura II

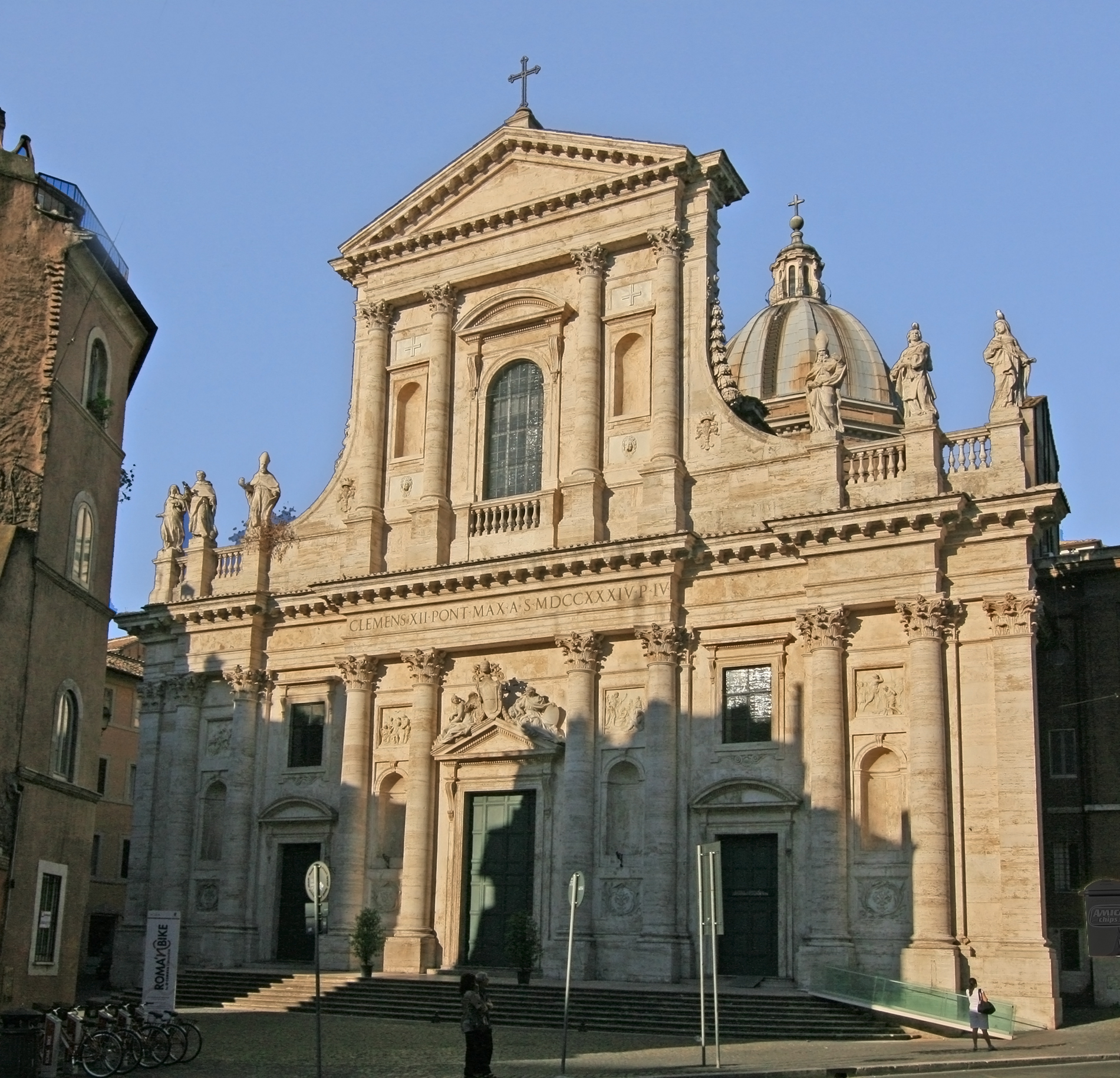
S. Giovanni dei Fiorentini

1. Parrocchia Sant’Agostino in Campo Marzio - 20 febbraio 1287
2. Parrocchia San Giovanni Battista dei Fiorentini - 24 ottobre 1906
3. Parrocchia San Lorenzo in Damaso - 5 novembre 1571
4. Parrocchia Santa Maria in Portico in Campitelli - 1566 circa
5. Parrocchia Santa Maria in Vallicella - 1º giugno 1905 (già parrocchia medievale soppressa nel 1622)
6. Parrocchia San Salvatore in Lauro - 1º novembre 1824
7. Parrocchia Santissima Trinità dei Pellegrini - 23 marzo 2008

#### Prefettura XXIX

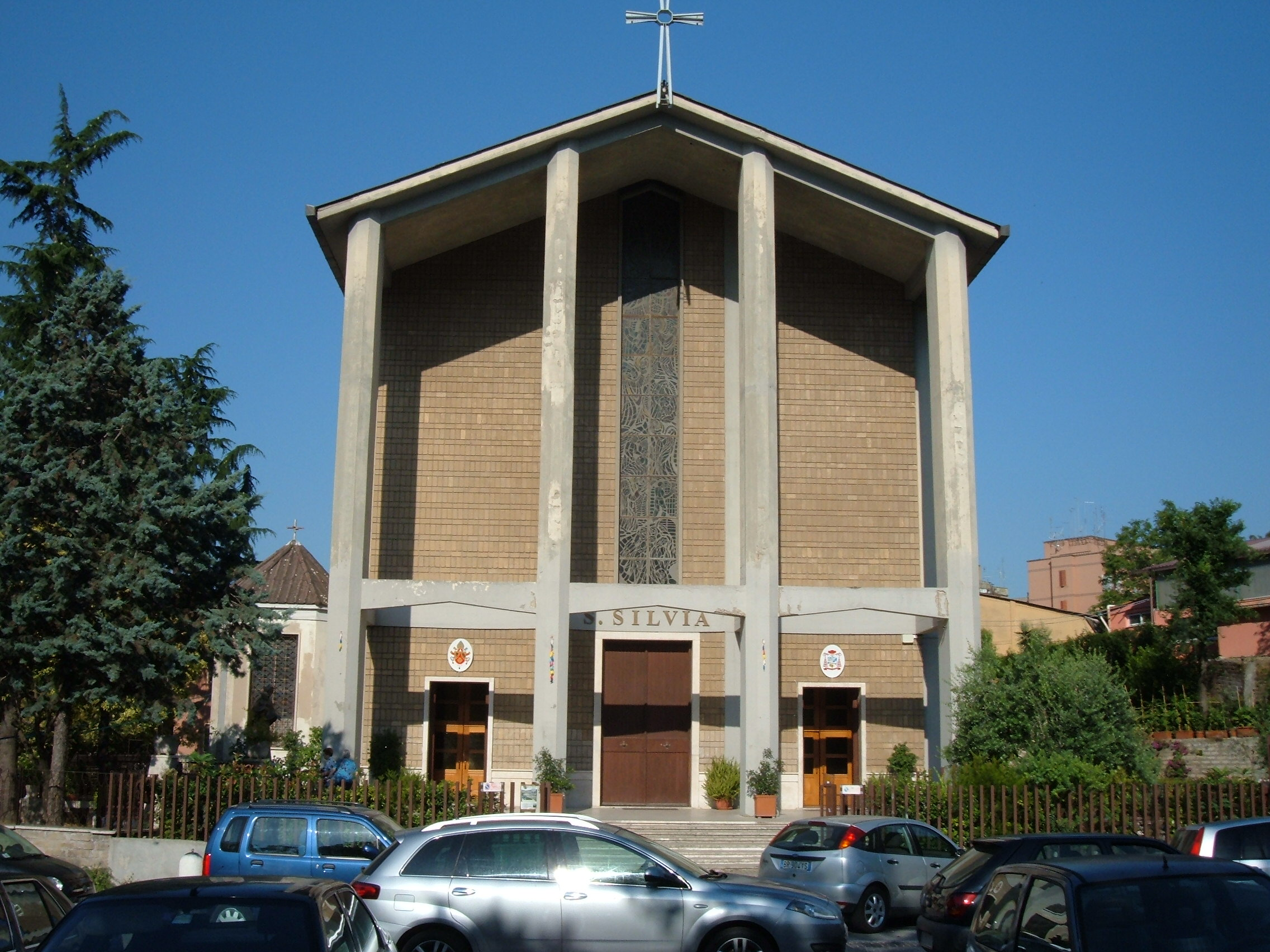
S. Silvia

1. Parrocchia Santi Aquila e Priscilla
2. Parrocchia Sacra Famiglia a Via Portuense
3. Parrocchia Gesù Divino Lavoratore
4. Parrocchia San Gregorio Magno
5. Parrocchia Santa Maria del Carmine e San Giuseppe al Casaletto
6. Parrocchia Santa Maria del Rosario ai Martiri Portuensi
7. Parrocchia Nostra Signora di Valme
8. Parrocchia San Raffaele Arcangelo
9. Parrocchia Santa Silvia
10. Parrocchia Santo Volto di Gesù

#### Prefettura XXX
1. Parrocchia San Damaso

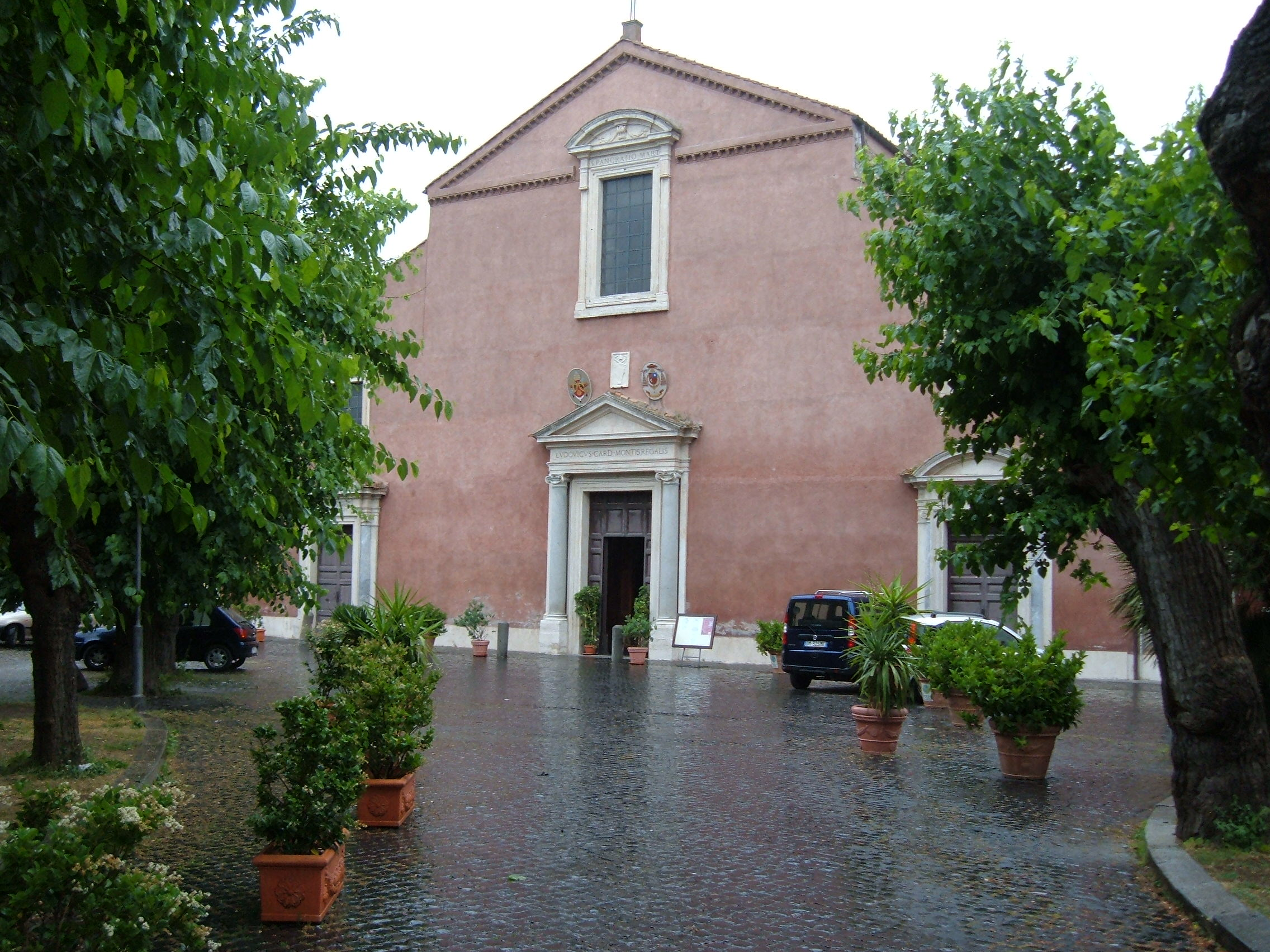
S. Pancrazio

2. Parrocchia Santi Francesco e Caterina Patroni d’Italia
3. Parrocchia San Giulio
4. Parrocchia Santa Maria Madre della Provvidenza
5. Parrocchia Santa Maria Regina Pacis a Monteverde
6. Parrocchia Nostra Signora de La Salette
7. Parrocchia Nostra Signora di Coromoto
8. Parrocchia San Pancrazio
9. Parrocchia Trasfigurazione di Nostro Signore Gesù Cristo

#### Prefettura XXXI
1. Parrocchia San Bruno
2. Parrocchia Santissimo Crocifisso

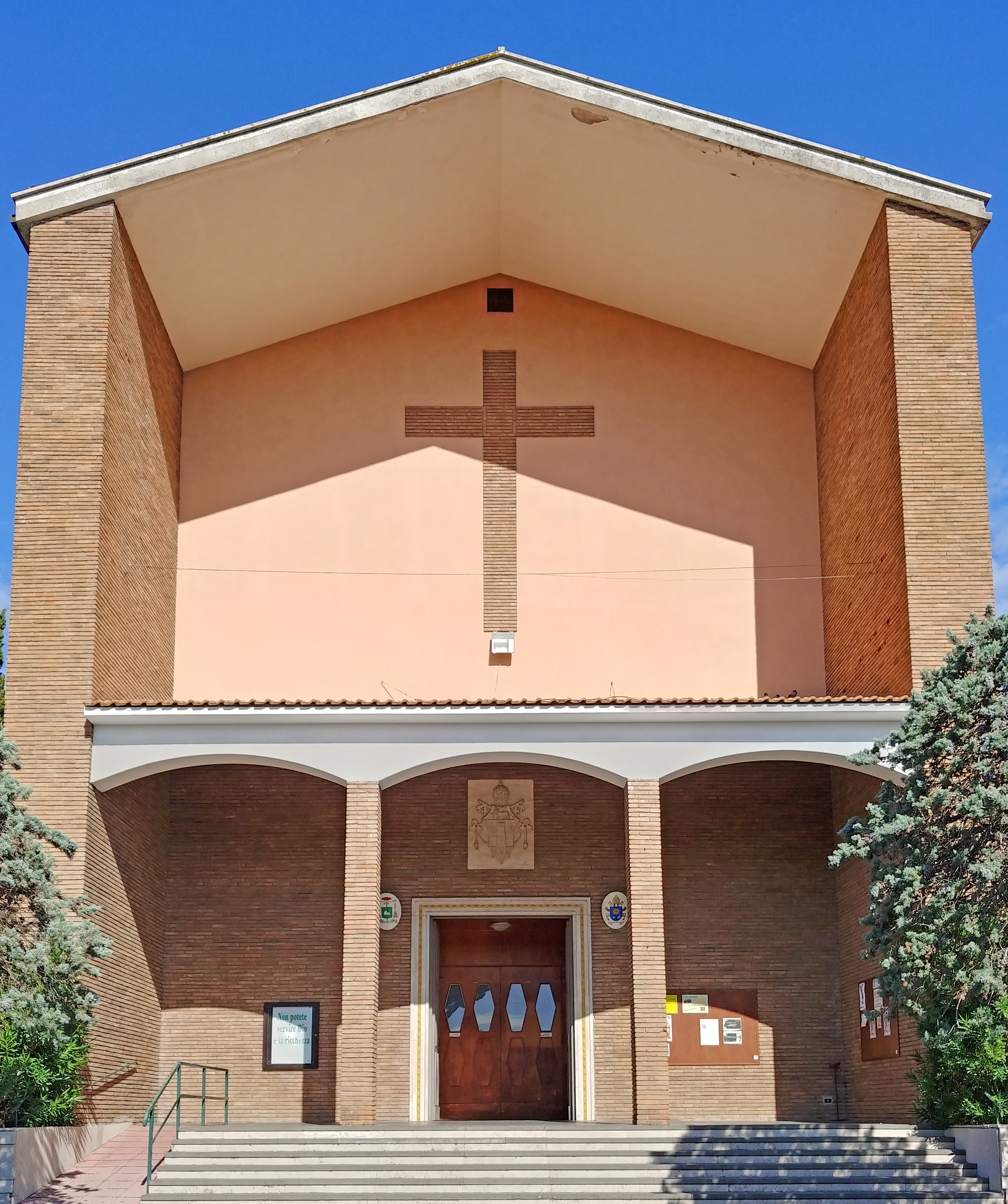
La parrocchia San Girolamo a Corviale.

3. Parrocchia Sacra Famiglia a Villa Troili
4. Parrocchia San Girolamo a Corviale
5. Parrocchia Santa Maria della Perseveranza
6. Parrocchia Natività di Maria
7. Parrocchia San Paolo della Croce

#### Prefettura XXXII

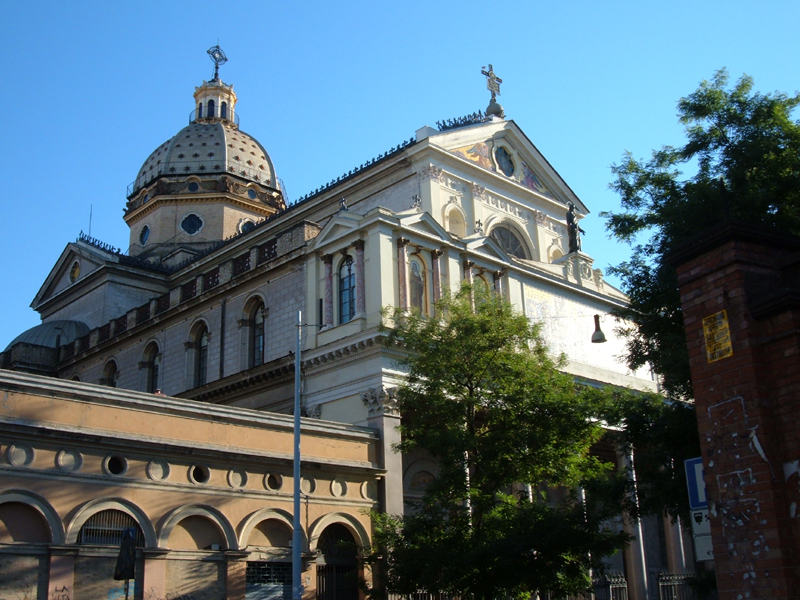
S. Gioacchino ai Prati

1. Parrocchia Sacro Cuore di Cristo Re
2. Parrocchia Sacro Cuore di Gesù in Prati
3. Parrocchia San Gioacchino in Prati
4. Parrocchia San Giuseppe al Trionfale
5. Parrocchia Santa Lucia
6. Parrocchia Santa Maria del Rosario in Prati
7. Parrocchia Santa Maria delle Grazie al Trionfale
8. Parrocchia Santa Maria in Traspontina
9. Parrocchia Santa Maria Regina Apostolorum

#### Prefettura XXXIII
1. Parrocchia Sant’Ambrogio

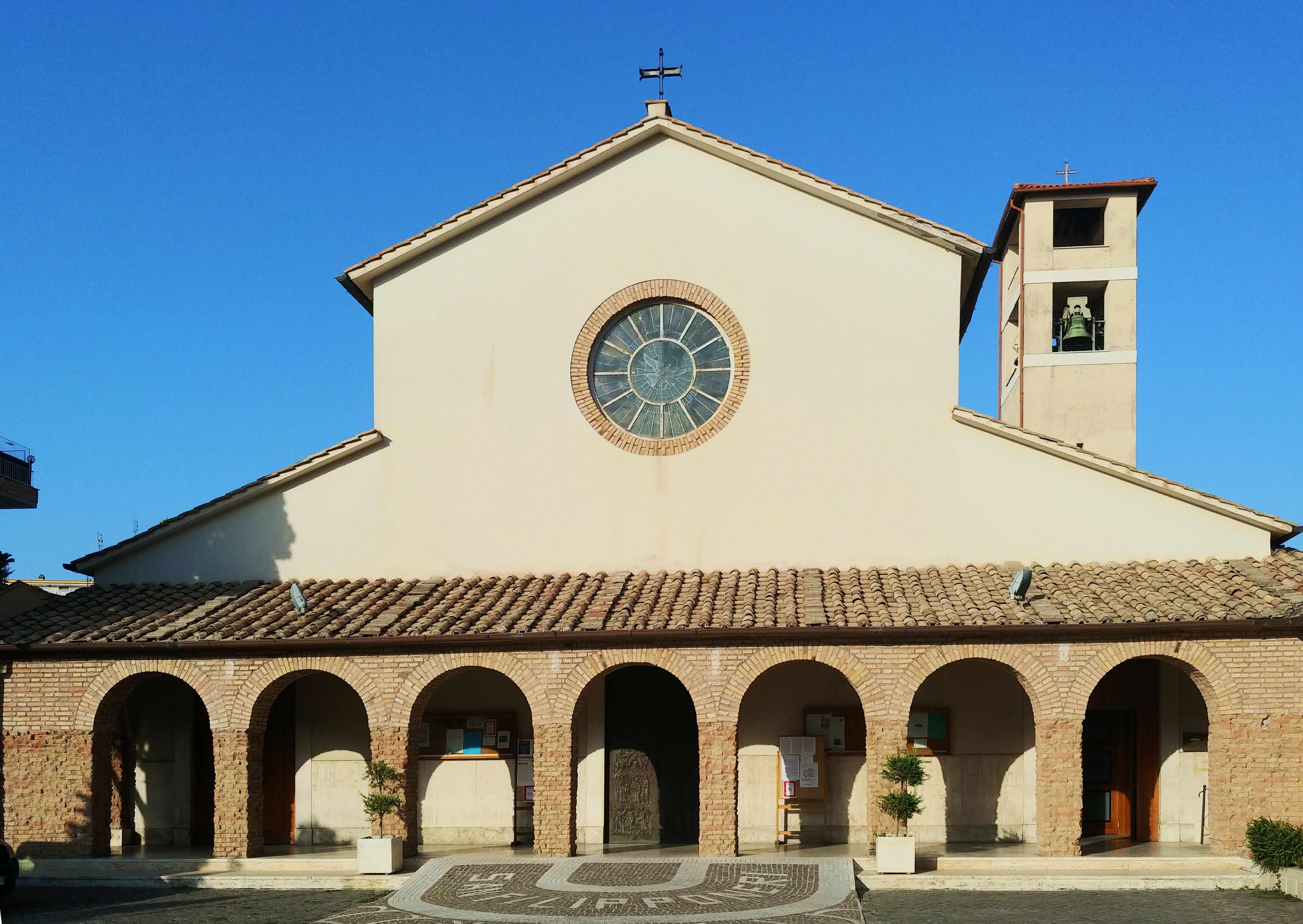
La parrocchia San Filippo Neri alla Pineta Sacchetti.

2. Parrocchia San Filippo Neri alla Pineta Sacchetti
3. Parrocchia San Giovanni Nepomuceno Neumann – Non esiste ancora una chiesa parrocchiale
4. Parrocchia San Giuseppe all’Aurelio
5. Parrocchia San Giuseppe Cottolengo
6. Parrocchia San Gregorio VII
7. Parrocchia San Lino
8. Parrocchia Santa Maria delle Grazie alle Fornaci
9. Parrocchia Santa Maria Immacolata di Lourdes
10. Parrocchia Santa Maria Janua Coeli
11. Parrocchia Nostra Signora di Guadalupe e San Filippo in Via Aurelia
12. Parrocchia San Pio V
13. Parrocchia Santi Protomartiri Romani

#### Prefettura XXXIV
1. Parrocchia San Cipriano

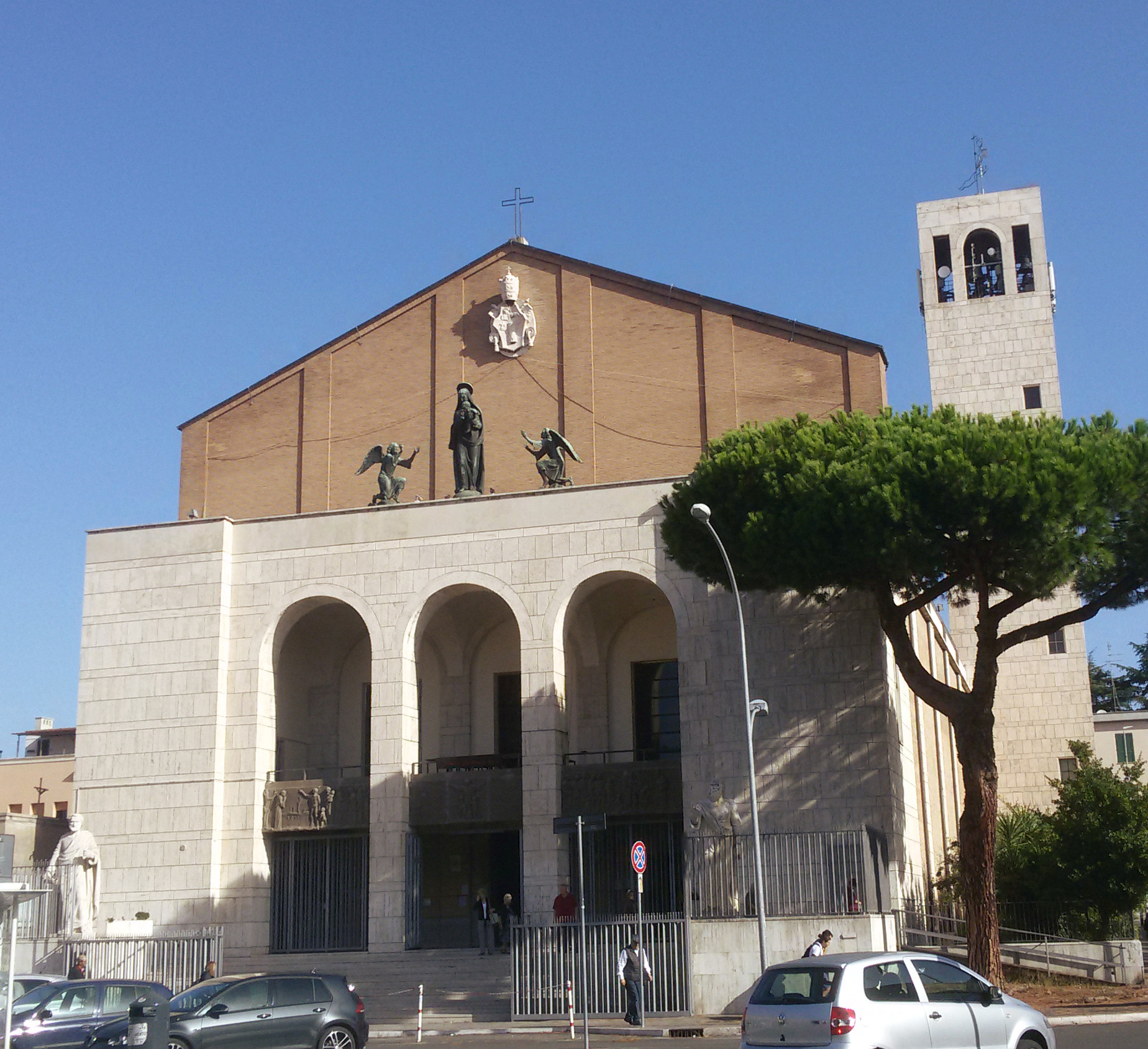
La parrocchia Santa Maria della Salute.

2. Parrocchia Santa Faustina Kowalska – Istituita l'11 giugno 2008, non ha ancora una chiesa parrocchiale
3. Parrocchia Gesù Divino Maestro
4. Parrocchia San Luigi Grignon de Montfort
5. Parrocchia Santa Maria Assunta e San Giuseppe a Primavalle
6. Parrocchia Santa Maria della Presentazione
7. Parrocchia Santa Maria della Salute
8. Parrocchia Nostra Signora di Guadalupe a Monte Mario
9. Parrocchia Santa Rita da Cascia a Monte Mario

#### Prefettura XXXV

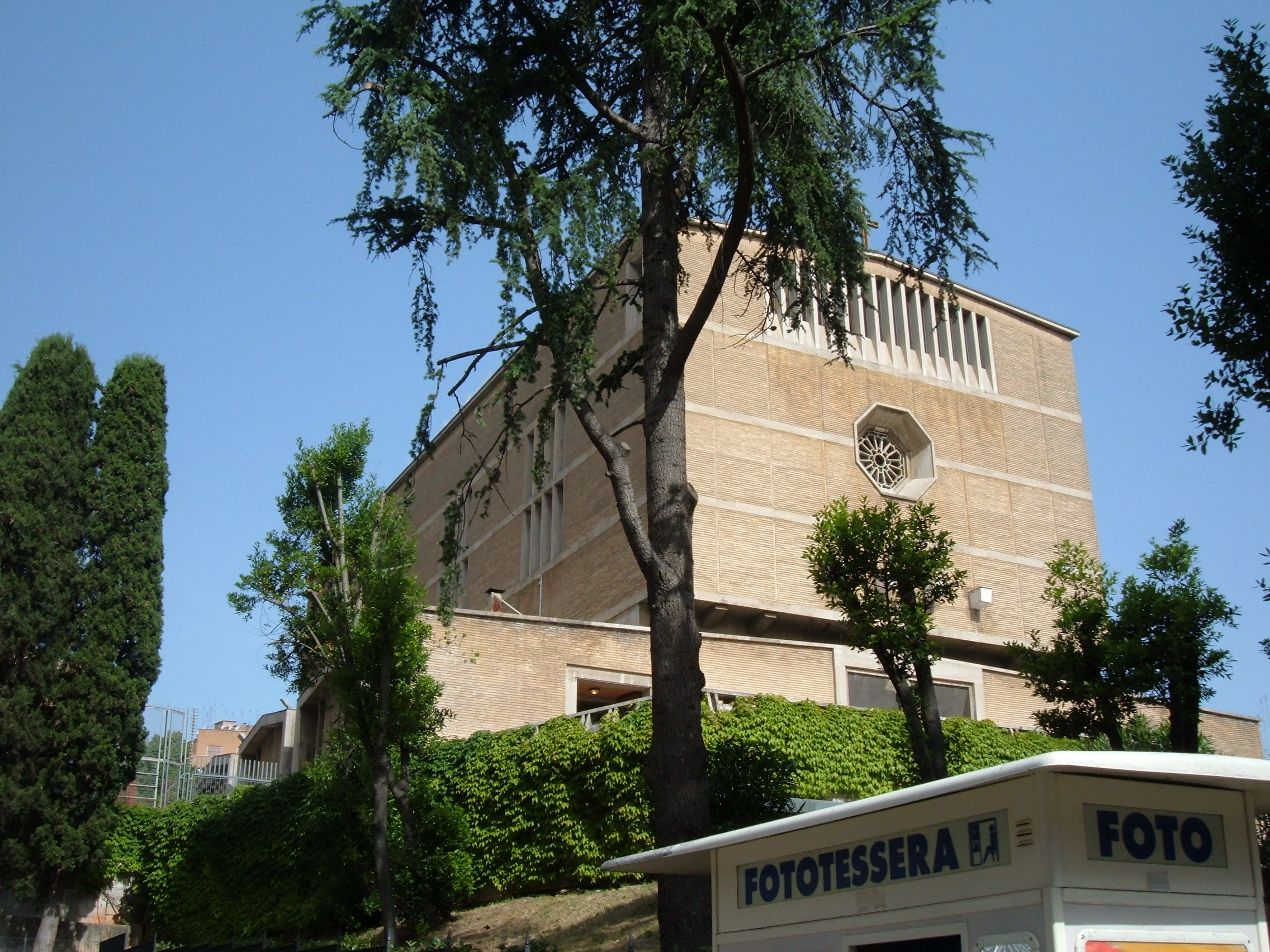
San Pio X

1. Parrocchia San Francesco d’Assisi a Monte Mario
2. Parrocchia San Fulgenzio
3. Parrocchia San Gabriele Arcangelo
4. Parrocchia Santa Maria Mater Dei
5. Parrocchia Santa Maria Stella Matutina
6. Parrocchia Santa Paola Romana
7. Parrocchia San Pio X

#### Prefettura XXXVI
1. Parrocchia Sant’Andrea Avellino
2. Parrocchia San Bartolomeo Apostolo
3. Parrocchia Santa Brigida di Svezia – Non esiste ancora una chiesa parrocchiale
4. Parrocchia Sant’Ilario di Poitiers – Non esiste ancora una chiesa parrocchiale
5. Parrocchia Santa Maddalena di Canossa[12]
6. Parrocchia San Massimo – Non esiste ancora una chiesa parrocchiale
7. Parrocchia Nostra Signora di Fatima
8. Parrocchia Santi Ottavio e Compagni Martiri

## Elenco delle parrocchie del Vicariato della Città del Vaticano
1. Parrocchia Sant'Anna dei Palafrenieri
2. Parrocchia San Pietro in Vaticano